# Max Reinhardt

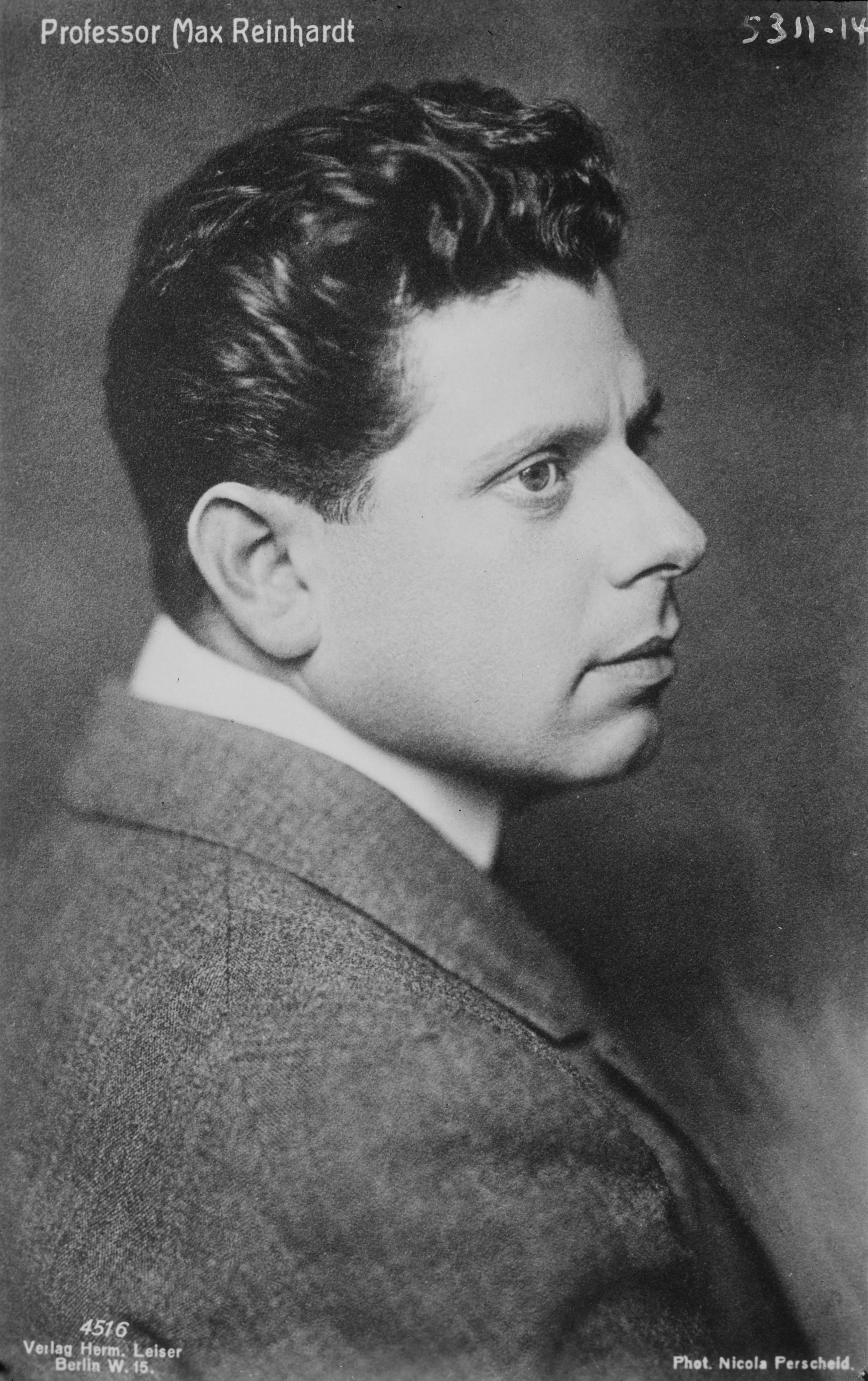
Max Reinhardt auf einer Postkarte, Fotografie von Nicola Perscheid, 1911

Max Reinhardt (ursprünglich Maximilian Goldmann; * 9. September 1873 in Baden (Niederösterreich); † 31. Oktober 1943 in New York) war ein österreichischer Theater- und Filmregisseur, Intendant, Theaterproduzent und Theatergründer. Mit seiner Jedermann-Inszenierung am 22. August 1920 begründete er die Salzburger Festspiele. Reinhardt schätzte das „illusionistische, sinnenbetörende Theater-Fest, das nichts mit dem Alltag, schon gar nichts mit Politik zu tun haben sollte“. Durch die dramaturgisch motivierte Verwendung der Drehbühne, plastische Dekorationen, die Arbeit mit festen Seitentürmen und Treppen als Auftrittsmöglichkeiten, den Rundhorizont mit seiner Tiefendimension, die indirekte Beleuchtung, das Spiel auf Podien, die in den Zuschauerraum hineinragen, und auf der Arenabühne, die Massenregie oder das Kammerspiel-Konzept setzte Reinhardt vielfältige, in der Breite wirksame Impulse zur Erneuerung der Theaterkunst.

## Leben

### Herkunft und Jugend

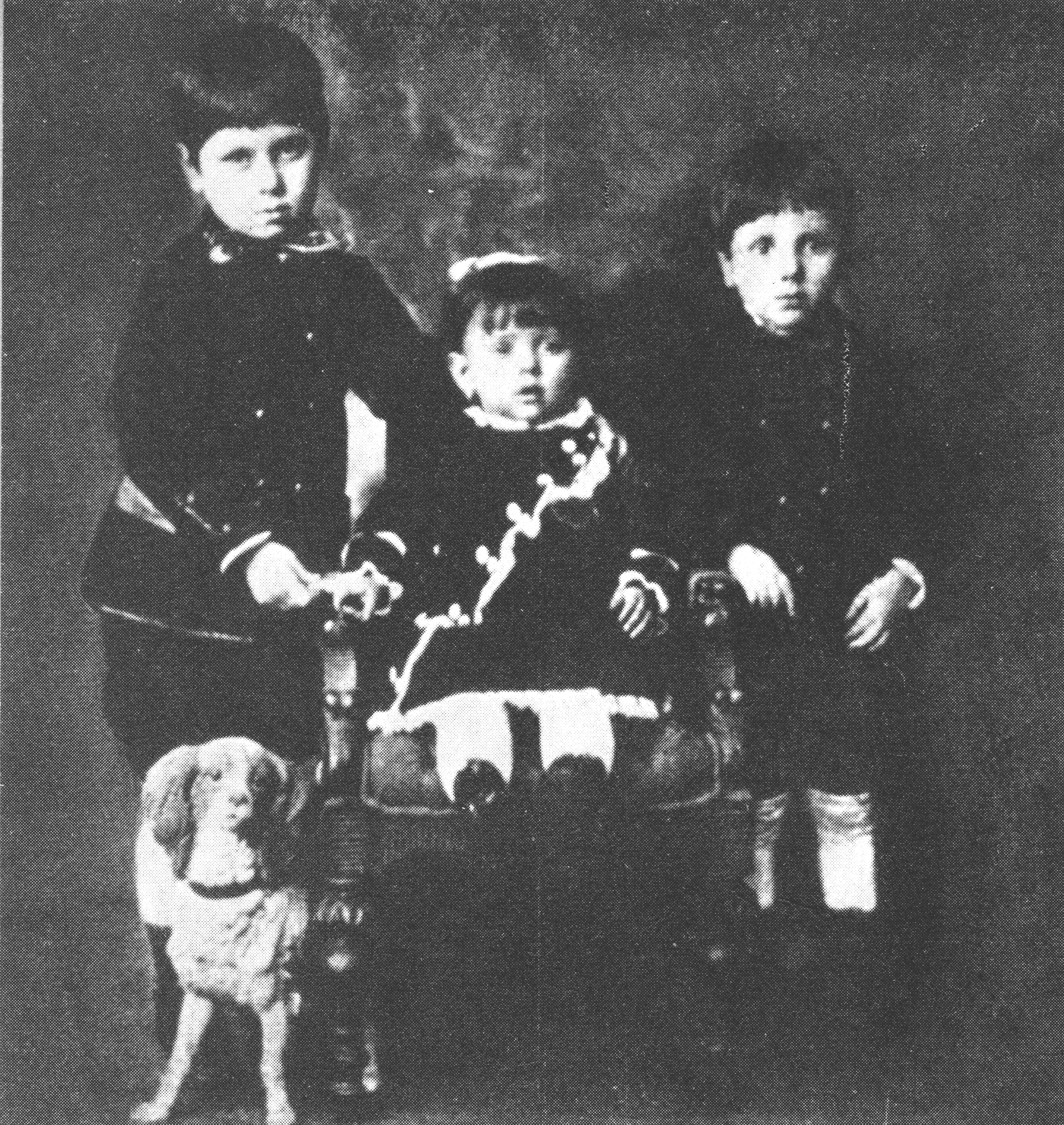
Der fünfjährige Max Goldmann (links) neben seinen Geschwistern Jenny und Edmund, Wien, 1878

Reinhardts Eltern waren der aus Stampfen bei Pressburg stammende jüdische Kleinhändler Wilhelm Goldmann (1846–1911) und dessen Frau Rosa, geborene Wengraf (1851–1924), aus Brünn. Die erste Firma von Wilhelm Goldmann war gerade im Verlauf des Gründerkrachs in Konkurs gegangen, als Max am 9. September 1873 in Baden bei Wien zur Welt kam, wo die Familie den Sommer verbrachte. Max war das älteste von acht Kindern; er hatte vier Brüder und drei Schwestern. Nach dem Besuch der Realschule, die er schon Anfang 1888 mit 15 Jahren verlassen musste, und der Bürgerschule ging der als „stiller, sehr scheuer Bub“ bekannte Schulabgänger zunächst anderthalb Jahre bei dem Fabrikanten Heinrich Teltscher in die Lehre. Sowohl in Teltschers Weberei als auch bei einer anschließenden einjährigen Bank-Lehre sollte Max Goldmann sich nach dem Willen seiner Eltern kaufmännisches Denken aneignen.

### Ausbildung zum Schauspieler und erste Engagements in Wien

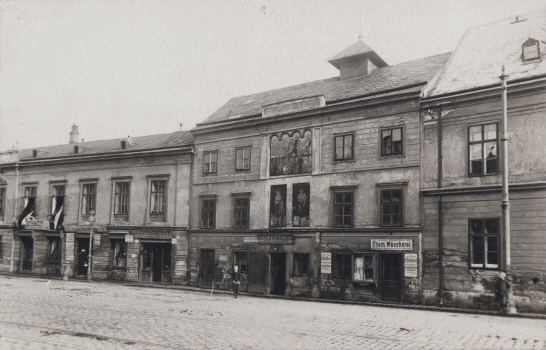
Fürstlich Sulkowsky Privat-Theater in Matzleinsdorf (Wien), Stätte der ersten Auftritte Reinhardts

Erst anschließend willigten seine Eltern ein, dass er Schauspielunterricht erhalten durfte, unter anderem bei dem Burgtheater-Statisten Rudolf Perak. Max Goldmann debütierte im April 1890 an einer Wiener Privatbühne, dem „Fürstlich Sulkowsky Privat-Theater“ in Matzleinsdorf. Er spielte auch auf Vorstadtbühnen und „erprobte sich in Schwänken, Possen, Volksstücken“. Nach seinen ersten Auftritten nahm er Privatunterricht bei dem ehemaligen Königlich Sächsischen Hofschauspieler und Konservatoriums-Professor Emil Bürde.
Damals nahm er den Künstlernamen Reinhardt an. Vorbild war wahrscheinlich die Person des Reinhardt in Theodor Storms Novelle Immensee. 1904 wurde auch der Name seiner Frau und der Kinder  in Reinhardt geändert.
Mit achtzehn Jahren erhielt Max Reinhardt ein erstes festes Engagement an einem Wiener Vorstadttheater, dem Volkstheater Rudolfsheim. Dort spielte er im Januar 1893 neben dem wenige Monate jüngeren Karl Kraus  den Spiegelberg  in Schillers Die Räuber. Es erwuchs eine Rivalität von Kraus gegen ihn, die mehrere Jahrzehnte anhielt. „Karl Kraus wurde Reinhardts Intimfeind und sollte dessen Wirken in den nächsten drei Jahrzehnten mit galliger Kritik begleiten.“
Außerhalb Wiens trat Reinhardt erstmals zwischen Mai und September 1893 im Rahmen eines Sommerengagements in der Sommerarena Pressburg auf, unter anderem in dem allegorischen Zauberstück Fee Million von Karl Elmar und Karl Kleiber.

### Schauspieler in Salzburg

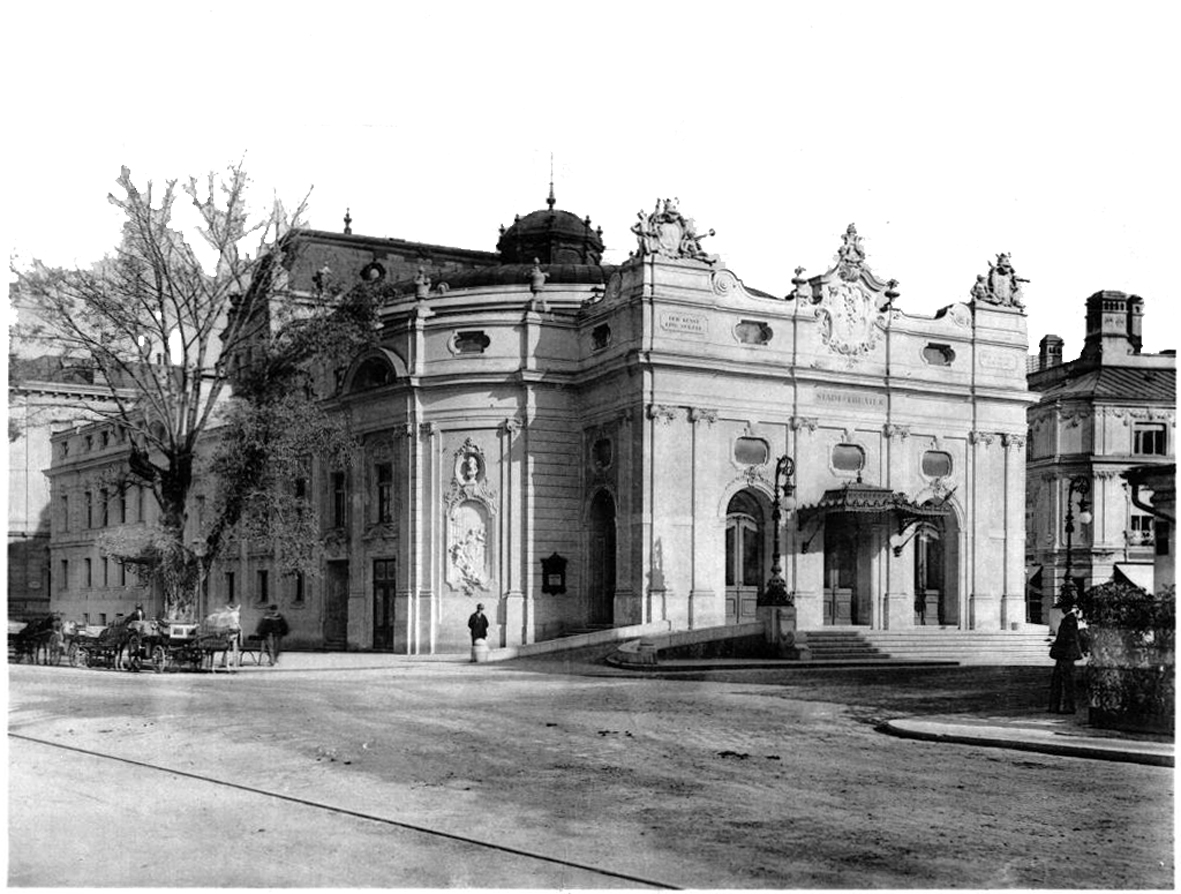
Stadttheater Salzburg

Im Oktober 1893 übernahm er ein Engagement am neueröffneten Stadttheater Salzburg. Dort spielte er 52 unterschiedliche Rollen an 175 Tagen in einer Spielzeit. „Verwandte waren mit einem Zuschuss eingesprungen, damit der Nachwuchsschauspieler ein Engagement am Salzburger Landestheater antreten konnte – mit der damals vorausgesetzen Grundgarderobe.“ Die Salzburger Presse lobte sein schauspielerisches Talent sehr.

### Schauspieler am Deutschen Theater in Berlin
Der designierte Direktor des Deutschen Theaters in Berlin Otto Brahm, der ein Vertreter der Moderne und des Naturalismus war, hatte Reinhardt bereits in Rudolfsheim entdeckt. In Salzburg bot er ihm nun ein Engagement an seinem Hause an. Max Reinhardt  wechselte zum 1. September 1894 in das „künstlerisch bedeutendste und kulturpolitisch progressivste Theater der Reichshauptstadt.“
Die Rollen, die er dort übernahm, füllten ihn aber zunächst nicht zur Gänze aus. Schon bald stellten sich Eindrücke der Stagnation ein, wie Reinhardt im Herbst 1895 notierte:

„Ich komme in meinem Beruf nicht voran. Gewiss, ich bilde, ich vervollkommne mich, mein Gesichtskreis wird von Tag zu Tag weiter gerissen, aber das quälende Unterbewusstsein in meinem Beruf stehenzubleiben und nicht weiterzukommen. [...] Und was soll ich mit der brennenden Schaffenslust, die bei jedem Anlass hellauf lodert? Sie auf andere Gebiete lenken?“

### Erste eigene Ensembles

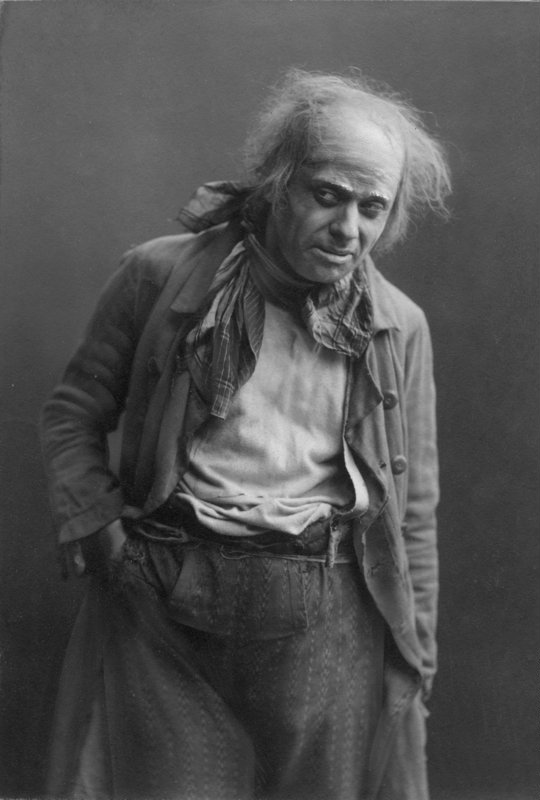
Max Reinhardt in Die Weber, Juli 1900 in Budapest

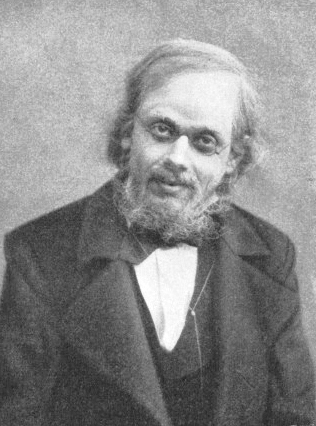
Max Reinhardt, Budapest Juli 1900

Max Reinhardt beteiligte sich mit Berliner Schauspielkollegen vom Deutschen Theater wie Josef Kainz, Friedrich Kayssler, Richard Vallentin und Eduard von Winterstein ab dem Sommer 1895 mehrere Jahre lang an Sommergastspielen unter eigenen Namen in Prag und anderen Städten. Eduard von Winterstein blieb diese Zeit im Kreis Gleichgesinnter als „einige Wochen reinster Freude in Erinnerung.“
1897 kam Max Reinhardt mit Else Heims zusammen, einer Offizierstochter, deren gesellschaftliche Stellung ihm den Einstieg ins bürgerliche Leben erleichtern und die Türen in die besseren Berliner Kreise öffnen sollte. Mit der Sängerin Auguste Kornfeld hatte er außerdem die uneheliche Tochter Jenny Kornfeld (1899–1972).
Etwa 1898 gründete Max Reinhardt mit jungen Kollegen vom Deutschen Theater wie Martin Zickel die Kabarettgruppe Die Brille, die bei kleinen Anlässen Satiren und Parodien aufführte.
Im Juli 1900 reiste er mit Mitgliedern der Secessionsbühne, einem jungen Ensemble, das Zickel ebenfalls gegründet hatte, zu einem Gastspiel nach Budapest und Wien. Bei Ibsens Komödie der Liebe am 13. und 14. Juli 1900 wurde er erstmals als Regisseur genannt. Wahrscheinlich führte er auch bei weiteren Inszenierungen dieser Tournee Regie. Er glänzte in Charakterrollen, vor allem alter Männer, was ihm schon in seiner Jugend gelegen hatte, „da konnte ich meine Schüchternheit hinter einem langen weißen Bart verstecken.“
Am Deutschen Theater übertrug ihm der Regisseur Otto Brahm zunehmend auch Hauptrollen wie Mephisto und Michael Kramer, doch die „ganz großen Rollen füllte Reinhardt nicht aus.“

### Kleines Theater in Berlin

Martin Zickel, Friedrich Kayssler und Max Reinhardt, Schall und Rauch, 1901

Ab Herbst 1900 trat Reinhardt dazu mit befreundeten Schauspielern wie Martin Zickel und Friedrich Kayßler als Kabarett „Schall und Rauch“ auf und präsentierte satirische Szenen und Parodien, als willkommene Abwechslung vom „strengen Korsett des Naturalismus.“ 1901 konnten sie ein eigenes Theater Unter den Linden mieten. Ab Herbst 1902 spielten sie dort vor allem Stücke zeitgenössischer Autoren wie
Hofmannsthal, Schnitzler und Wedekind, Ibsen und Strindberg, Gorki und Wilde.
Am 1. Januar 1903 übernahm Max Reinhardt die Leitung des Kleinen  Theaters, nachdem er das Deutsche Theater verlassen hatte.
Kurz danach gelang der größte Erfolg mit Maxim Gorkis Nachtasyl. Dieses konnte danach über 500 Mal aufgeführt werden. Alfred Kerr betonte in seiner Kritik:

„Dieses Haus, geleitet von Max Reinhardt, ist heute für die Förderung dramatischer Dinge der edelste Ort – inmitten so vieler Geschäftsbetriebe.“

Bei einem Gastspiel in Wien mit dieser Inszenierung brachte im Frühjahr 1903 der Schriftsteller Hermann Bahr Max Reinhardt mit Hugo von Hofmannsthal zusammen. „Es war der Beginn einer langen und intensiven schöpferischen Zusammenarbeit.“

### Die Reinhardt-Bühnen in Berlin

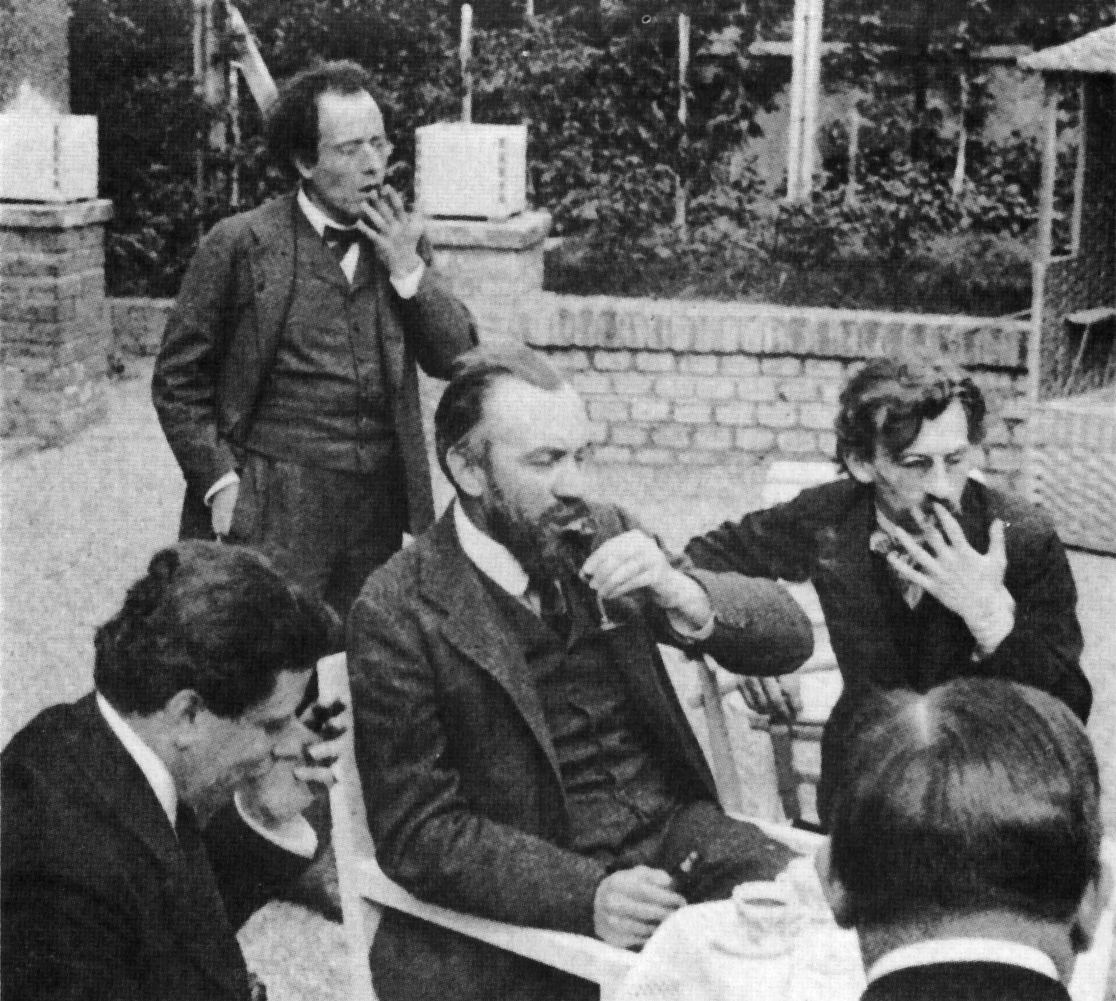
Max Reinhardt, Gustav Mahler, Carl Moll und Hans Pfitzner im Garten der Villa Moll, Wien, 1905

Von 1902 bis  1933 arbeitete Max Reinhardt als Regisseur an verschiedenen eigenen Bühnen und gründete selbst Theater, vor allem in Berlin. Dort baute er mit den Reinhardt-Bühnen ein regelrechtes Theater-Imperium auf. Nach dem sensationellen Erfolg von Gorkis Nachtasyl übernahm er als zweiten Spielort das in Konkurs gegangene Neue Theater am Schiffbauerdamm, ein neobarockes Haus für 890 Zuschauer. Reinhardt holte seinen jüngeren Bruder Edmund (1875–1929) „als Geschäftsführer an seine Seite, einen peniblen Buchhalter mit der Sensibilität eines Künstlers. Damit war der erste Grundstein zum Theaterkonzern Reinhardt gelegt.“ Als Eröffnungspremiere zeigte Reinhardt Maurice Maeterlincks Pelleas und Melisande (1903) mit Lucie Höflich und Louise Dumont. Der Abend war außerordentlich erfolgreich. „Reinhardt machte Theater gegen die pathetischen Klassiker des Königlichen Schauspielhauses, aber auch gegen den milieugetreuen Naturalismus des Deutschen Theaters unter Brahm. [...] So wurde der Boden bereitet für den Zauber eines ganz anderen, sinnlichen Theaters.“
Durch kraftvolle Inszenierungen und ein gezieltes Zusammenwirken von Bühnenbild, Sprache, Musik und Tanz eröffnete Reinhardt dem deutschsprachigen Theater eine neue Dimension. Alfred Kerr bekannte im Januar 1904: „Reinhardt verdient ernstlich und von einem geistigen Standpunkt aus Dank: weil er den Kunstidealismus über das Kaufmannstum gesetzt hat.“ Zur Herbst-Spielzeit 1904 will Reinhardt im Theater am Schiffbauerdamm trotz zahlreicher Hürden eine Drehbühne installieren lassen, wie sie Karl Lautenschläger für Possart am Münchner Residenztheater hat schaffen lassen, sowie einen Kuppelhorizont mit installierter Beleuchtung. Einem Mitarbeiter klagt er:

„In dem trüben Dunkel all der alten Bühnenhäuser haust das konservativste und faulste Pack, die schlimmsten Orthodoxen. Hätte ich all diesen Ochsen Gehör geschenkt, so wären wir nicht heute da, wo wir sind [...] die gottverfluchten Soffiten müssen ein für allemal verschwinden.“

Die Inszenierung von Shakespeares Komödie Ein Sommernachtstraum im Neuen Theater am Schiffbauerdamm im Januar 1905 stellte einen theatergeschichtlichen Wendepunkt dar: „Ein Publikum, das bis dahin nur gemalte Kulissen und Soffitten gesehen hatte, erlebte plötzlich einen plastischen Wald mit knorrigen Stämmen, einen Wald als Labyrinth der Liebe. Ein Moosteppich bedeckte den Bühnenboden, Elfen sahen in ihren wehenden Schleiergewändern aus wie Blumen, und Glasscheiben im Hintergrund spiegelten wie ein See. [...] Und an Zwirnsfäden hüpften winzige Lichtbirnen, Glühwürmchen im Dunkel der Nacht. [...] Junge Menschen wurden von jungen Menschen gespielt. All das war damals eine Sensation.“ Das Berliner Publikum feierte erstmals den Regisseur als die prägende Kraft des Theaters.

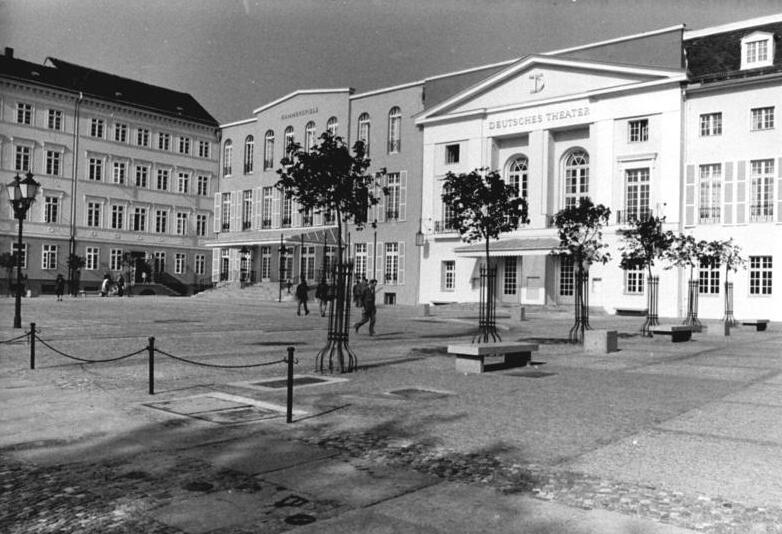
Deutsches Theater, Außenansicht

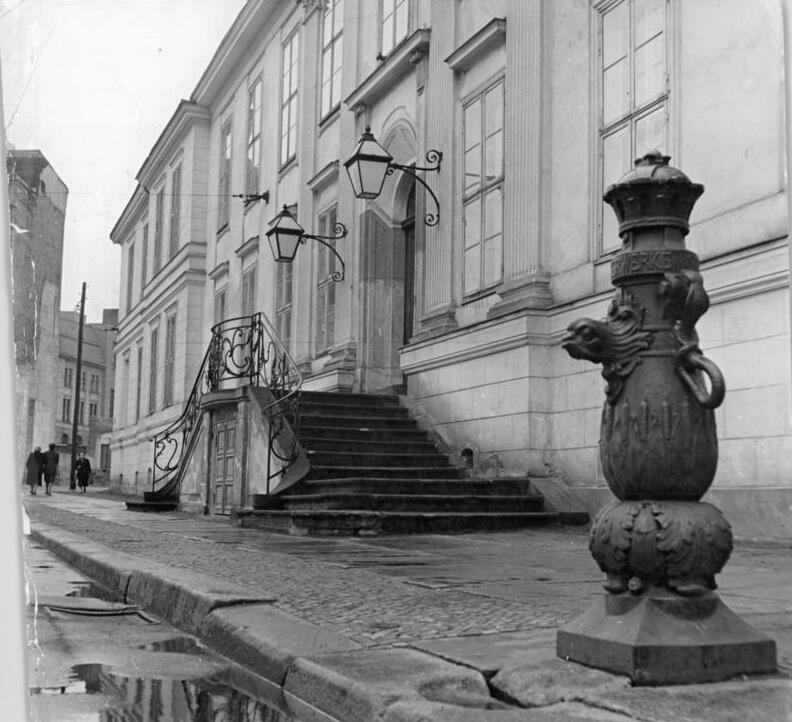
Magnus-Haus, Berlin

Im August 1905 veräußerte Reinhardt das Kleine Theater an Victor Barnowsky. Im Herbst 1905 bezogen der gerade erst 32-jährige Reinhardt und Else Heims das säulengeschmückte Palais Wesendonck am Berliner Tiergarten. Nachdem Adolph L’Arronge Brahms Vertrag nicht verlängert hatte, pachtete Reinhardt, der erfolgreiche Regisseur des Sommernachtstraums, das Deutsche Theater, seine frühere Wirkungsstätte als Schauspieler; 1906 kaufte er es samt den daran angrenzenden Häusern und Grundstücken für 2.475.000 Mark. In kurzer Zeit wurde das Deutsche Theater modernisiert, aller Plüsch entfernt, Drehbühne, Rundhorizont und eine Beleuchtungsanlage eingebaut und hinter dem Theater eine Produktionsstätte für Bühnenbauten geschaffen. Auf dem Nachbargrundstück, auf dem zuvor das Tanzlokal „Embergs Salon“ betrieben worden war, ließ Reinhardt mit Hilfe finanzieller Unterstützer durch William Müller die Kammerspiele einrichten, die zunächst jedoch nicht die erhofften Erfolge brachten. Zu Reinhardts Regieleistungen in den folgenden Jahren zählen sein Shakespeare-Zyklus (1913/1914, 1916), die „Modernisierung der deutschen Klassiker, seine Molière-Inszenierungen, mithin die Wiederentdeckung des komödiantischen Theaters für die deutsche Bühne: mit artistischen Commedia-dell’arte-Improvisationen, Balleteinlagen, Musik und Schäferidyllen. Dazu die Pflege der zeitgenössischen Autoren: Hofmannsthal, Wedekind, Sternheim und Strindberg.“
Im Mai 1909 verlieh Carl Eduard Herzog von Sachsen-Coburg und Gotha Reinhardt einen Professoren-Titel. Am 22. Juli 1910 heiratete Reinhardt die Schauspielerin Else Heims (1878–1958) in Maidenhead, mit der er zwei Söhne hatte, Wolfgang Reinhardt und Gottfried Reinhardt. Beide Söhne wurden Filmproduzenten in Hollywood. Nachdem sein Mietvertrag mit dem Palais Wesendonck nicht verlängert worden war, bewohnte Reinhardt von 1911 bis 1921 die Räume des Obergeschosses im Berliner Palais Magnus-Haus, das der Preußische Staat ihm zur Nutzung übergeben hatte.

### Großraumtheater und internationale Gastspiele
Im September 1910 erprobte Reinhardt bei den Sommer-Festspielen in München mit König Ödipus von Sophokles in der Bearbeitung Hofmannsthals in der großen Festhalle auf der Theresienhöhe seine erste Großinszenierung („Arenaspiele“ samt Massenregie). Am 1. Dezember 1911 richtete er im Berliner Zirkus Schumann die Uraufführung von Hugo von Hofmannsthals Jedermann aus, wieder eine Großrauminszenierung, und die Uraufführung des Rosenkavaliers von Richard Strauss, für die er von Ernst von Schuch an die Semperoper nach Dresden engagiert wurde. Ebenfalls 1911, am 23. Dezember, inszenierte Reinhardt Karl Gustav Vollmoellers Pantomime Das Mirakel in der Londoner Olympia Hall mit nahezu fünftausend Plätzen. „Alles war auf Überwältigung angelegt. Laut Heinrich Braulich kostete die Produktion des Londoner ‚Miracle‘ [...] nahezu anderthalb Millionen Mark.“ Mit den genannten Inszenierungen errang Reinhardt international große Aufmerksamkeit, wobei sein internationaler Ruhm besonders in Europa sowie den Vereinigten Staaten von Amerika auf die Mirakel-Inszenierung von Vollmoeller zurückzuführen ist. Eine Einladung in die Vereinigten Staaten durch den Bankier Otto Hermann Kahn schlug er aus. Reinhardt wurde mit der Inszenierung des Rosenkavaliers auch ein früher Vorreiter des modernen Musiktheaters, indem er Sängern schauspielerische Leistungen abverlangte.

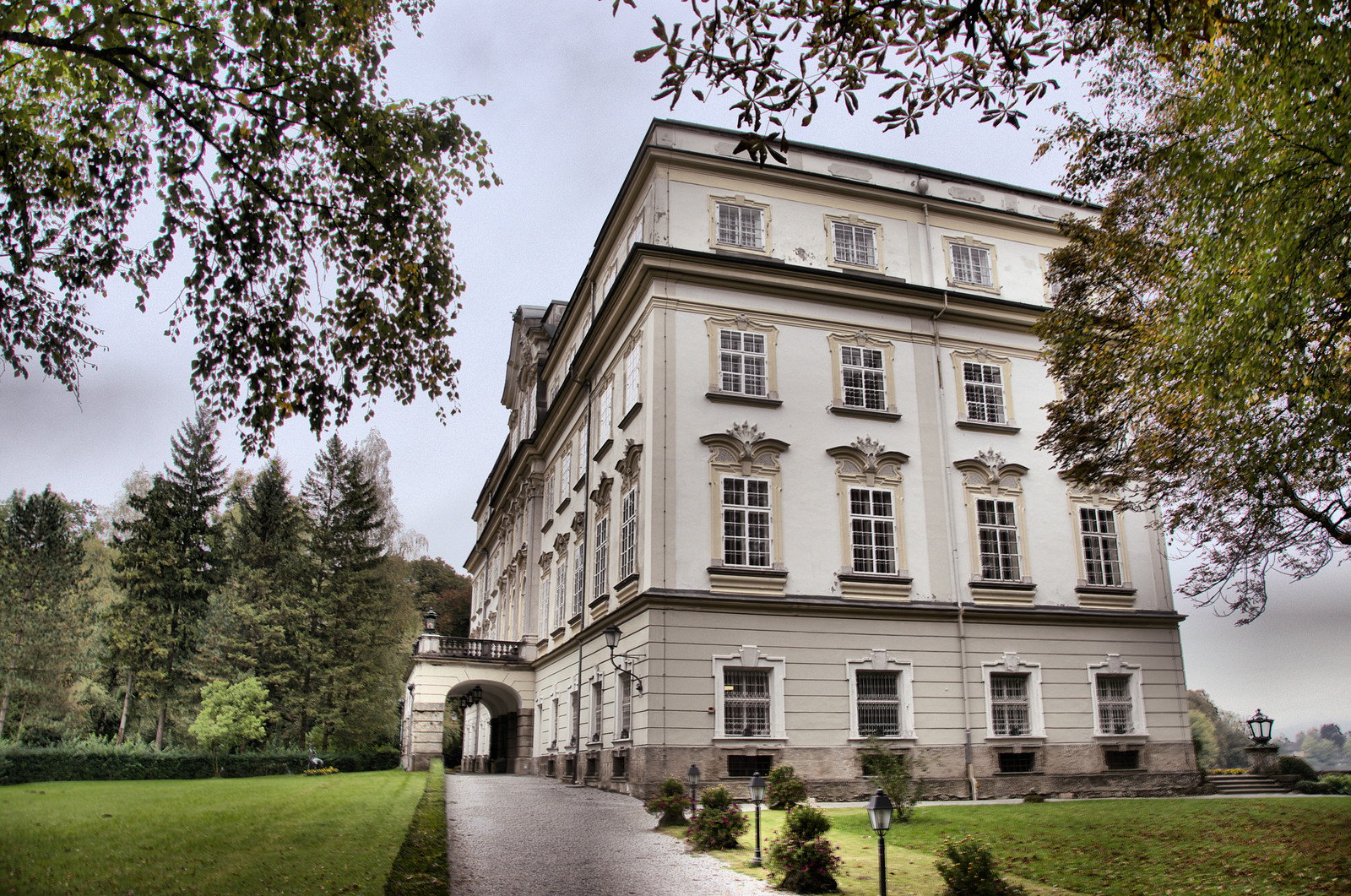
Schloss Leopoldskron, Salzburg

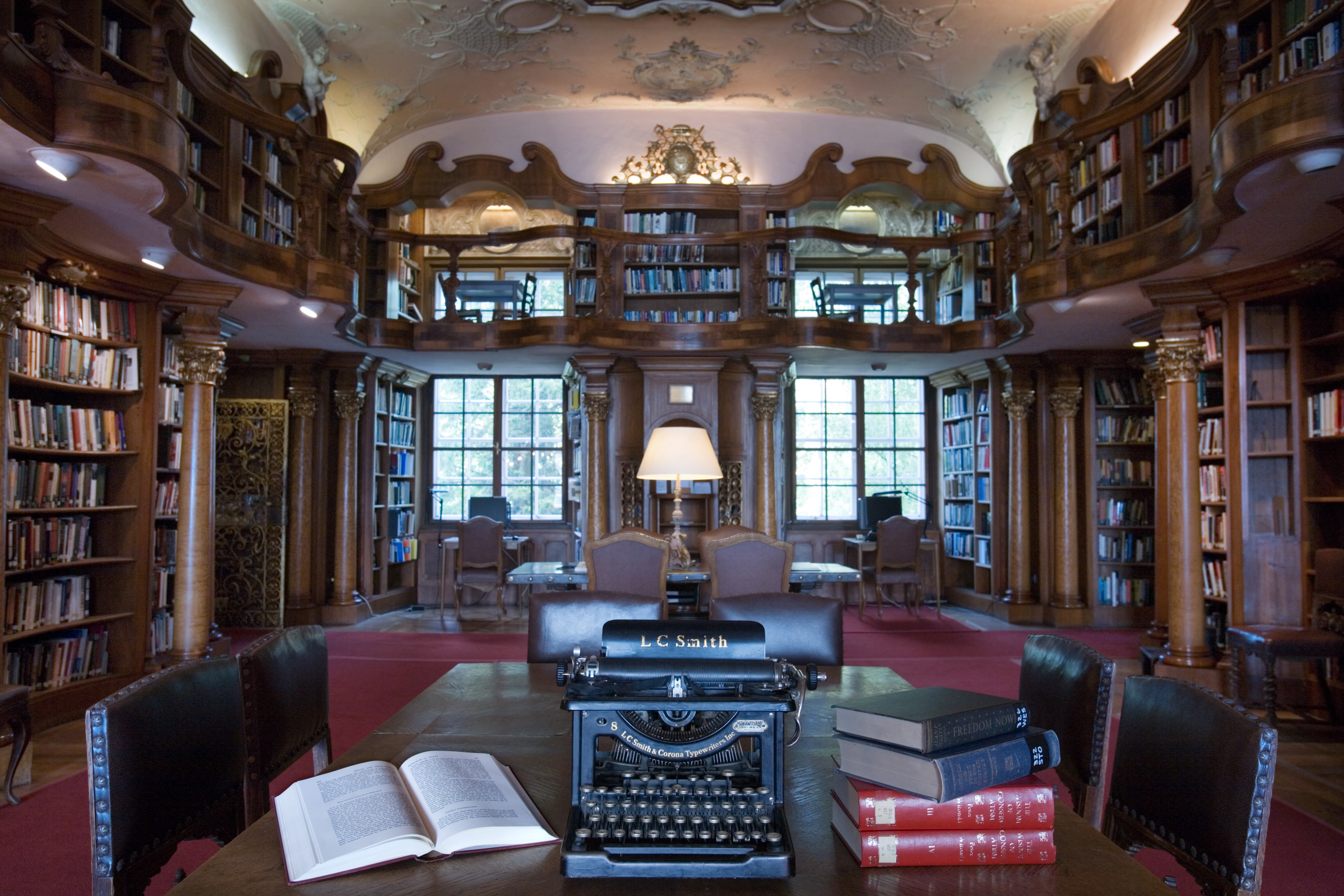
Schloss Leopoldskron, Bibliothek

Im September 1915 übernahm Reinhardt die Leitung der Volksbühne Berlin (bis 1918). Während des Ersten Weltkriegs gastierte Reinhardt im Übrigen mit seiner Truppe auf Wunsch der deutschen Regierung im neutralen Ausland. Samt einer transportablen Drehbühne, Dekorationen, Requisiten und Kostümen zeigte er 1916 Inszenierungen wie Totentanz, Faust und Sommernachtstraum in Städten wie Christiania und Stockholm, gastierte in den Niederlanden und 1917 in der Schweiz, Dänemark und abermals in Schweden. Im April 1918 erwarb er Schloss Leopoldskron, ein Salzburger Schloss aus dem 18. Jahrhundert mit großen Sälen, einem repräsentativen Treppenhaus, 40 Zimmern, „kaum Möbel[n], aber wertvolle[n] Stuckdecken, kostbare[n] alte[n] Barocköfen, Gemälde[n]“ und einem großen Park, das er von dessen Vorbesitzer, dem Salzburger Regierungsrat Karl Wolf, in verwahrlostem Zustand übernahm. Reinhardt ließ das Schloss umbauen und renovierte das Treppenhaus, die Große Halle und den Marmorsaal. Nach dem Vorbild der Stiftsbibliothek St. Gallen ließ er von Alfred Breslauer und Ernst Schütte eine prunkvolle Bibliothek einbauen. Im Schlosspark entstand ein kleines Gartentheater. Reinhardt ließ in seinem Schloss Theaterproduktionen zeigen, bei denen das Publikum von Raum zu Raum zog. Schloss Leopoldskron wurde zu einem bedeutenden Treffpunkt für Schriftsteller, Regisseure, Komponisten und Schauspieler.
Im Mai 1918 begann Reinhardt mit der Umsetzung seines Traums vom Großraumtheater, indem er durch den Berliner Architekten und Bühnenbildner Hans Poelzig den Zirkus Schumann, eine vormalige Berliner Markthalle, zum Großen Schauspielhaus umbauen ließ. Das vermeintliche „Theater der Fünftausend“, das tatsächlich nur 3.200 Plätze umfasste, eröffnete am 29. November 1919 mit Aischylos’ Orestie, das jedoch an den „Realitäten der Nachkriegsmisere, dem Widerstand der Intellektuellen gegen die Marotten des ‚Zirkuskünstlers‘“ vorbeiging; die Presse reagierte überwiegend ablehnend.

### Gründung der Salzburger Festspiele und Rücktritt von der Direktion in Berlin

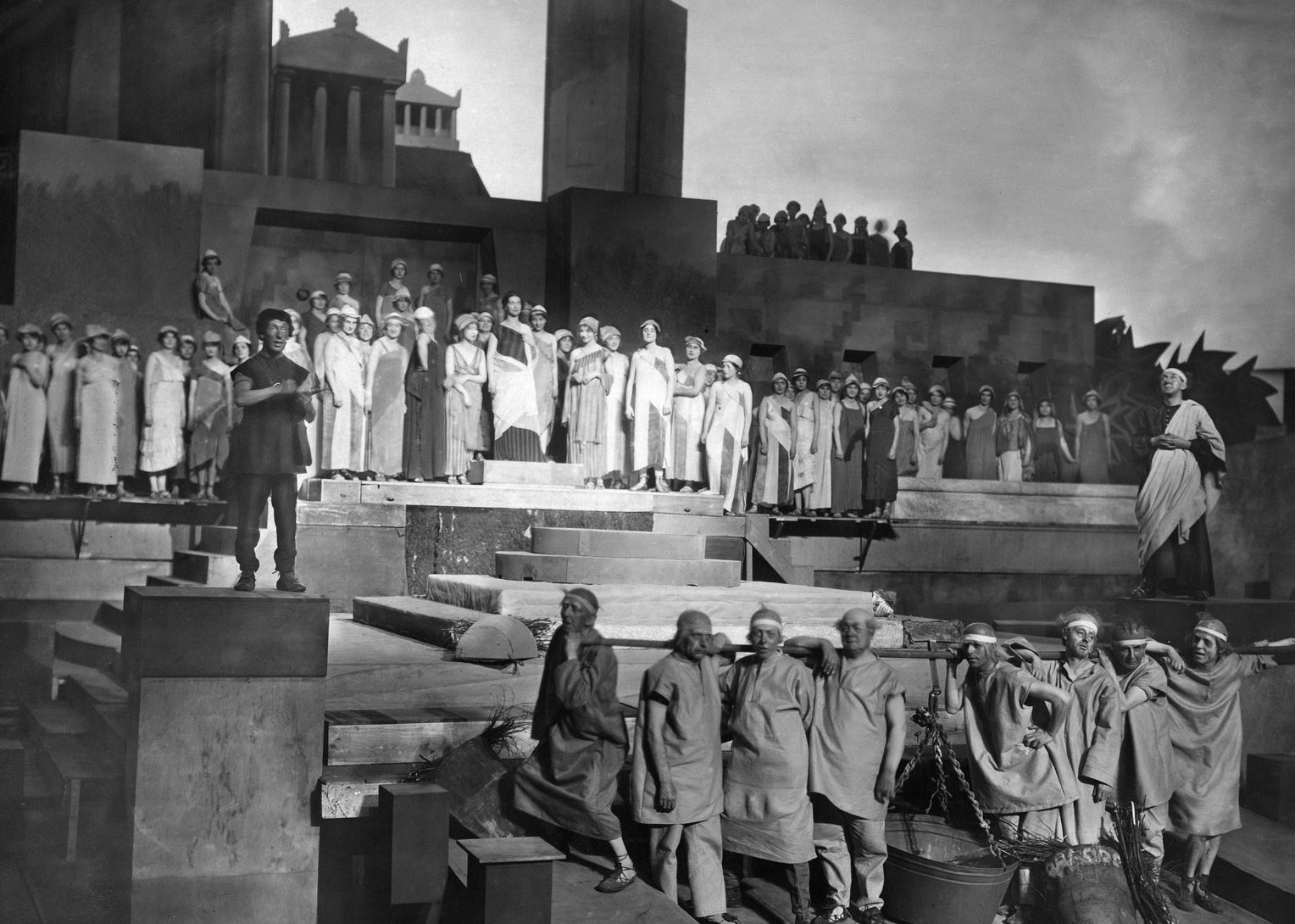
Lysistrata mit Paul Graetz und Else Heims im Großen Schauspielhaus Berlin, 11. Juni 1920

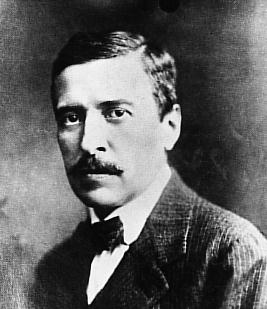
Hugo von Hofmannsthal

Nachdem es Reinhardt in der unmittelbaren Nachkriegszeit immer schwerer gefallen war, seinen Vorrang an den Berliner Theatern zu behaupten, Leopold Jessner, der neue Intendant des Staatlichen Schauspielhauses in Berlin, seine ersten Erfolge am Gendarmenmarkt zu feiern begann, die Unruhen und das revolutionäre Klima die Theaterleute zunehmend auf Mitspracherecht dringen ließ und Reinhardts monumentales Projekt vom Großen Schauspielhaus die darin gesetzten Erwartungen nicht einzulösen vermochte, entschloss Reinhardt sich, die Leitung seiner Berliner Theater abzugeben und sich von Berlin zu lösen. Im Oktober 1920 gab er im Deutschen Theater bekannt, dass er Berlin verlassen werde. Die Direktion seiner Theater übertrug er auf seinen engen Mitarbeiter Felix Hollaender.
Es zog Reinhardt nach Salzburg. Schon lange hatte er nach einem geeigneten Ort für Sommerfestspiele gesucht, die er zunächst in Zürich, Luzern oder Sils Maria anzusiedeln erwogen hatte, als „Friedenswerk nach dem Weltenbrand des Ersten Weltkrieges“. Nachdem er Schloss Leopoldskron erworben hatte, sollte Salzburg dieser Festspielort werden, und rief er gemeinsam mit dem Schriftsteller Hugo von Hofmannsthal und anderen die Salzburger Festspiele ins Leben. Als Auftaktinszenierung dachte Reinhardt zunächst an Das Salzburger große Welttheater von Hugo von Hofmannsthal, das auf dem Mysterienspiel Das große Welttheater von Pedro Calderón de la Barca beruhen sollte, jedoch nicht rechtzeitig vorlag. Auch hatte Reinhardt den österreichischen Dichter Max Mell gebeten, ein Marienspiel aus dem 15. Jahrhundert zu bearbeiten.
Tatsächlich wurden die Festspiele dann am 22. August 1920, „trotz aller Hindernisse, Intrigen, Bürgerproteste“ sowie der nach dem Weltkrieg bestehenden Ernährungsschwierigkeiten mit Hofmannsthals Mysterienspiel Jedermann. Das Spiel vom Sterben des reichen Mannes eröffnet. Am Spielort auf dem Domplatz konnten die Kirchenglocken und die Domorgel einbezogen werden. In Hauptrollen traten unter anderem Alexander Moissi (Jedermann), Johanna Terwin (Buhlschaft), Heinrich George (Mammon) und Werner Krauß (Teufel) auf. In den folgenden Jahren verliefen weitere Gespräche über die Finanzierung der Festspiele – nicht zuletzt angesichts von Vorbehalten im österreichischen Kulturbetrieb gegen den „Berliner Effektenmann“ Reinhardt – zäh. Aus strategischen Gründen bat Hofmannsthal das Kuratoriumsmitglied Richard Strauss, den Präsidentenposten bei der Festspielhaus-Gemeinde zu übernehmen, nicht Reinhardt. Besondere Aufmerksamkeit erregten die Festspiele des Jahres 1923, als Molières Der eingebildete Kranke vor einer kleinen Gruppe von rund 60 handverlesenen Gästen auf Schloss Leopoldskron gespielt werden musste, weil sich die Salzburger Festspielhaus-Gemeinde außerstande sah, in diesem (ebenso wie im darauffolgenden) Sommer Festspiele abzuhalten.

### Theaterleiter zwischen zwei Welten

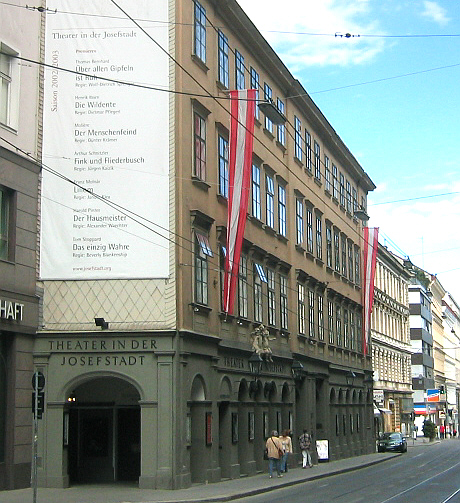
Theater in der Josefstadt, Wien

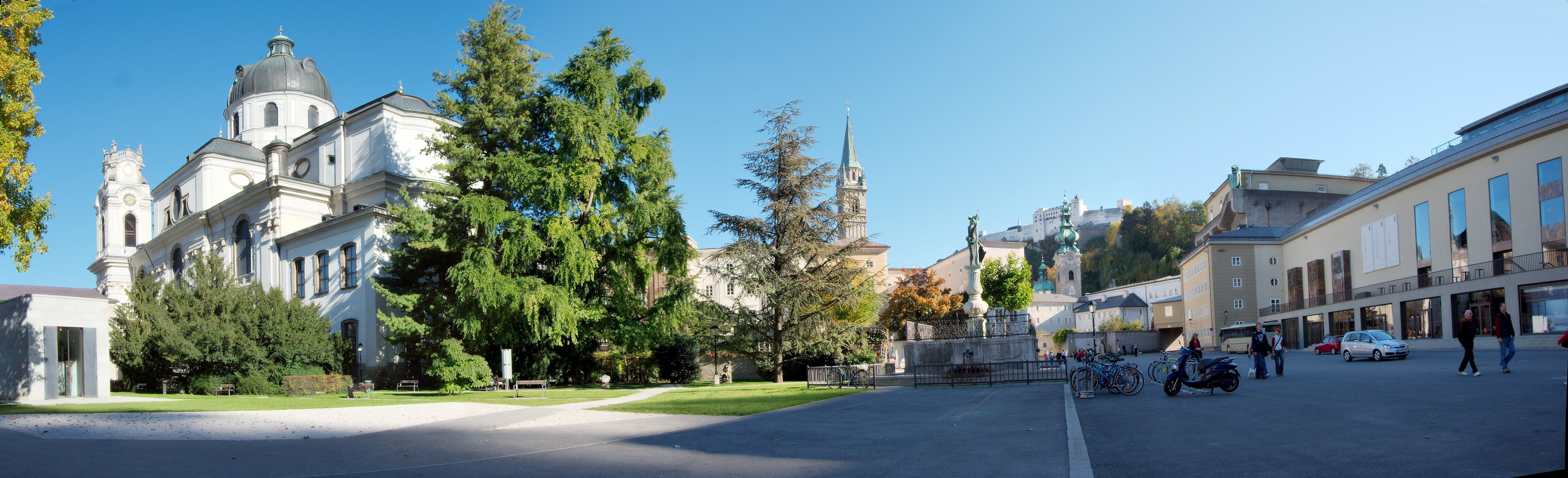
Festspielhaus Salzburg (heutiges Haus für Mozart, rechts)

Nach langen Verhandlungen in Wien gelang es Reinhardt 1923, vom Magistrat der Stadt die Konzession für die Leitung des traditionsreichen Josefstädter Theaters zu erhalten. Eine eigens von Industriellen und Bankiers gegründete „Wiener Schauspielhaus AG“ erwarb das Theater. Reinhardt ließ das Theater von Carl Witzmann nach dem Vorbild des venezianischen Opernhauses Teatro La Fenice aufwändig umbauen. Seit der Eröffnung des Hauses am 1. April 1924 mit Goldonis Der Diener zweier Herren gehörten zum Ensemble neben den Thimigs „mit Wilhelm Dieterle und Otto Preminger zwei, die später in Hollywood Filmgeschichte schreiben würden, dazu kamen Berliner Bühnenstars wie Alexander Moissi oder Paul Hartmann.“ Die Leitung des Hauses gab er zwei Jahre später wieder ab.
Ein erstes großes Amerika-Gastspiel führte Reinhardt zu Beginn des Jahres 1924 mit The Miracle in das Century Theatre nach New York (298 Vorstellungen). Vollmoellers Stück lief am Broadway fast ein Jahr lang. „Dann zog es von Küste zu Küste, fast vier Jahre lang, mit einer fünfhundert Mann starken Truppe, 3.018 Requisiten, von Domglockenspielen bis zum Bischofsstab.“ Als seine Berliner Bühnen unter seinen Nachfolgern zunehmend unter Besuchermangel litten und in schwieriges ökonomisches Fahrwasser gerieten, war Reinhardt anschließend wieder stärker in Berlin präsent (z. B. mit der erfolgreichen deutschen Erstaufführung von George Bernard Shaws Die heilige Johanna, Deutsches Theater, 14. Oktober 1924), ohne sich den jüngeren, politisch engagierteren Kollegen wie Leopold Jessner und Erwin Piscator anzuverwandeln. Im November 1924 eröffnete Reinhardt als intimes Boulevardtheater die Komödie am Kurfürstendamm, die Theaterarchitekt Oskar Kaufmann geschaffen hatte. Reinhardt, der nun im Gartenhaus des Berliner Schlosses Bellevue lebte, teilte seine Arbeit zwischen seinen österreichischen und Berliner Bühnen (Volksbühne, Großes Schauspielhaus, Deutsches Theater, Kammerspiele, Komödie am Kurfürstendamm) zunehmend auf und wertete seine Inszenierungen mehrfach aus.
In Salzburg stand Reinhardt ab 1925 ein Festspielhaus zur Verfügung, die ehemalige fürsterzbischöfliche Winterreitschule, die nach Plänen des Salzburger Landeskonservators Eduard Hütter umgebaut worden war. Als Eröffnungspremieren wurden Hofmannsthals Großes Welttheater und Vollmoellers Das Mirakel gezeigt. Ab 1926 kam als weitere Spielstätte die Felsenreitschule am Fuß des Mönchebergs hinzu, auf der Reinhardt Goldonis Der Diener zweier Herren einrichtete. Während das internationale Renommee der Salzburger Festspiele kontinuierlich zunahm, zog Reinhardt sich in Salzburg mehr und mehr zurück. Ihm bereitete Unbehagen, dass der Jedermann sich zunehmend zum Touristenspektakel entwickelte. „Die Musik, das Opernprogramm, breiteten sich bei den Salzburger Festspielen immer weiter aus, die besten Sänger und Dirigenten zog es in die Stadt, und die Wiener Philharmoniker wurden zur Hauptattraktion. Reinhardt fühlte sich zunehmend in den Hintergrund gedrängt. Was war von dem gemeinsam mit Hofmannsthal ursprünglich erarbeiteten Konzept – die Wiedergewinnung alter Spiele in ihrer historisch-szenischen Realisation – geblieben?“ Zum zehnjährigen Bestehen der Festspiele wurde Reinhardt dann umfassend geehrt durch das Große Ehrenzeichen der Republik, das Aufstellen einer Bronzebüste Reinhardts im Festspielhaus und die Benennung des Platzes vor dem Gebäude nach Max Reinhardt. Im August 1931 eröffnete Reinhardt mit Shakespeares Was ihr wollt vor 250 Gästen aus aller Welt auch das seit Jahren geplante Gartentheater in Leopoldskron, nur um sich angesichts eines heftigen Gewitters nach Beginn der Aufführung sogleich von Freilichtaufführungen auf Leopoldskron ein für alle Mal wieder abzuwenden.

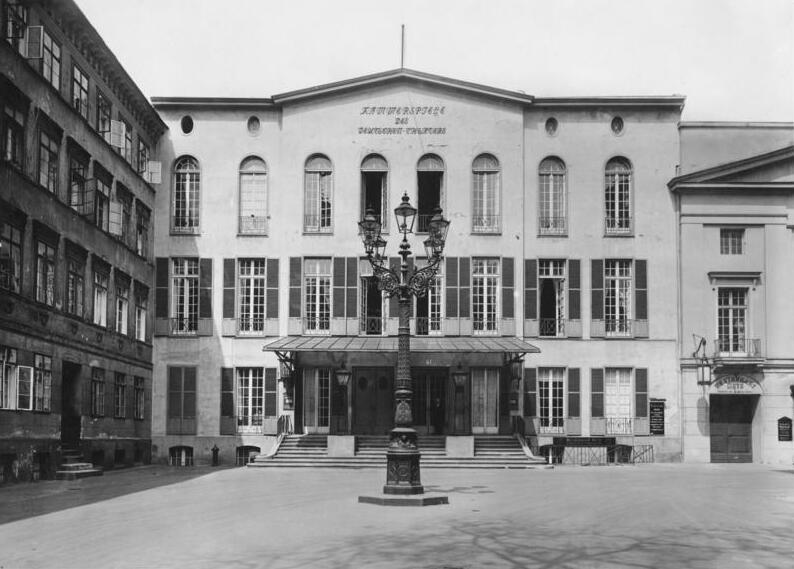
Die Kammerspiele des Deutschen Theaters, Berlin, 1930

Im Winter 1927/28 hatte Reinhardt ein Ensemble-Gastspiel mit seinen Berliner und Wiener Bühnen in New York gegeben, bei dem er drei Monate lang acht seiner wichtigsten Inszenierungen gezeigt hatte; der Bankier Otto H. Kahn Haus hatte die Künstler anlässlich der Premiere in seinem Anwesen am Central Park gefeiert. Kahn hatte Reinhardt ein New Yorker Festival-Theater am Broadway finanzieren wollen und hatte den aus Wien stammenden Architekten Joseph Urban mit der Planung betraut; zur Realisierung kam es jedoch nicht. An der New Yorker Columbia University hielt Reinhardt im Februar 1928 seine wirkmächtige „Rede über den Schauspieler“. Im Oktober 1928 wurde das Berliner Theater wiedereröffnet, das von den Reinhardt-Bühnen übernommen worden war.
Nach dem Tod seines Bruders Edmund, der bislang die geschäftliche Verantwortung für den Reinhardt-Konzern getragen hatte, (sowie Hugo von Hofmannsthals) im Juli 1929, fiel die Konzernleitung plötzlich – zumal unter den äußerst erschwerten Bedingungen der kurz darauf anhebenden Weltwirtschaftskrise – an Max Reinhardt selbst. Ab 1929 nahmen die Einnahmen beständig ab. Seinem von ihm mit alimentierten Bruder Siegfried gegenüber klagte Reinhardt im September 1931, dass das „Deutsche Theater und die anderen Theater nichts bringen, sondern mit Defiziten und Schulden abschließen, dass es noch relativ günstiger ist, Berliner Theater und Kammerspiele vollkommen zu schließen, weil sie dann wenigstens nicht so viel Geld kosten, das sind Tatsachen, die er [d. h. Edmund Reinhardt] nicht vorhersehen konnte.“ Bald musste er zunächst den Betrieb der Kammerspiele einstellen; die Schulden des Unternehmens wuchsen. Erst 1932 gab Reinhardt die Leitung seines Berliner Theater-Konzerns endgültig auf. „Im Februar 1932 gab Max Reinhardt die Komödie und das Theater am Kurfürstendamm ab, im April legte er die Direktion des Deutschen Theaters nieder. Und verpachtete seine Berliner Theater für fünf Jahre“ an Rudolf Beer und Karl Heinz Martin. Im selben Jahr führte er noch Regie bei einer Hörspielproduktion von Heinrich von Kleists Schauspiel Prinz Friedrich von Homburg für die deutsche Reichs-Rundfunk-Gesellschaft.

### Die Flucht aus Deutschland
Nach der Machtergreifung der Nationalsozialisten soll Reinhardt Deutschland am Abend des Reichstagsbrands in einem Schlafwagen verlassen haben. Die NS-Herrscher wollten Reinhardt zwar zunächst durch Einräumen einer „Ehren-Arierschaft“ halten, gingen aber zugleich durch das rückwirkende Ansetzen von Lustbarkeitssteuer für seine Berliner Theater durch das Berliner Finanzamt gegen ihn vor. Ungeachtet dessen führte Reinhardt auf einen ausdrücklichen Wunsch Mussolinis hin am 31. Mai 1933 eine Inszenierung des Sommernachtstraums im Boboli-Garten von Florenz aus. Nach seiner Flucht aus Deutschland schrieb er an die Hitler-Regierung:

„Der Entschluß, mich endgültig vom Deutschen Theater zu lösen, fällt mir naturgemäß nicht leicht. Ich verliere mit diesem Besitz nicht nur die Frucht einer 37-jährigen Tätigkeit, ich verliere vielmehr den Boden, den ich ein Leben lang gebaut habe und in dem ich selbst gewachsen bin. Ich verliere meine Heimat.“

Offensiven Störversuchen der NS-Propaganda zum Trotz lieferte Reinhardt im Salzburger Festspielsommer 1933 kurz vor seinem 60. Geburtstag eine international beachtete Faust-Inszenierung mit Paula Wessely als Gretchen, Ewald Balser als Faust, Max Pallenberg als Mephisto, dem jungen Herbert von Karajan als Dirigenten der Bühnenmusik und der von Clemens Holzmeister gestalteten Faust-Stadt als monumentalem Bühnenbild – einem Abbild des mittelalterlichen Salzburgs – ab. Reinhardt beharrte unbeirrbar auf der Absicht: „Goethes Deutschland der Welt am schönsten übermitteln“.

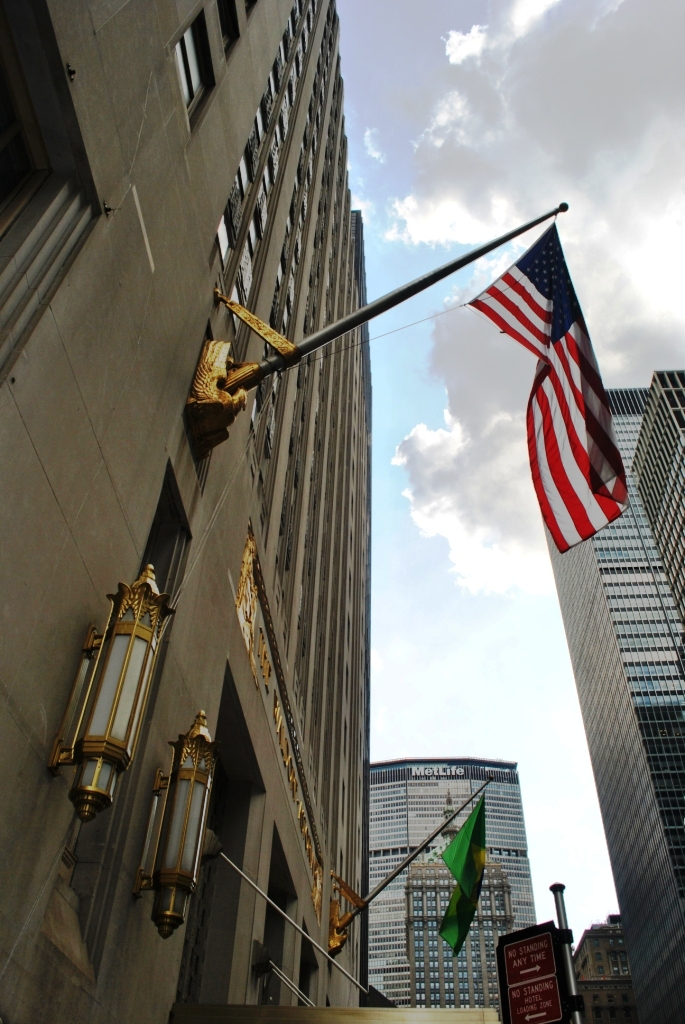
Im Waldorf Astoria wurde Reinhardt im Oktober 1935 von MGM mit einem „Testimonial Dinner“ geehrt.

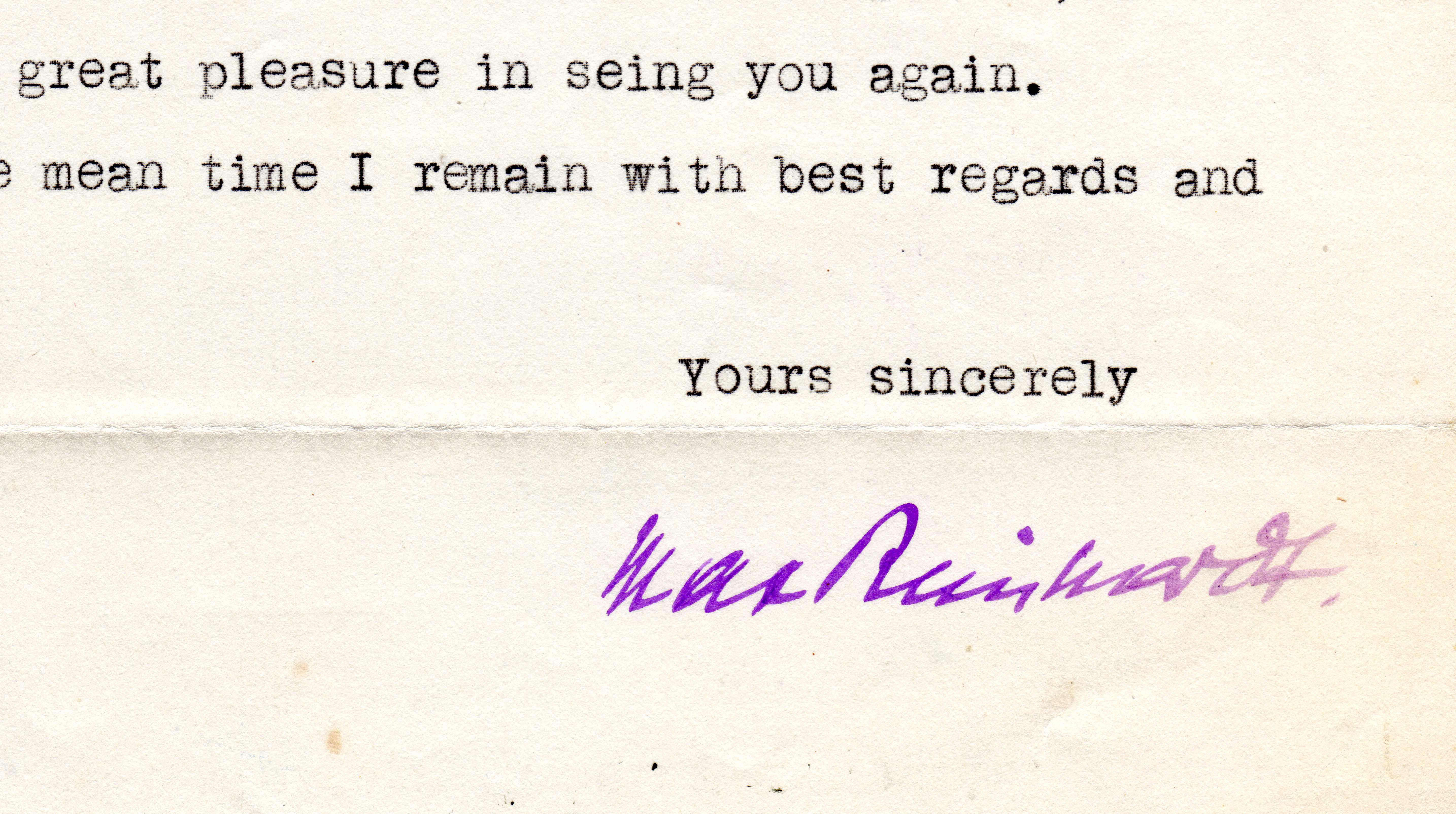
Signatur auf einem Brief an eine Schauspielerin (1935)

Schon bald nahm die Bedrohungslage in Salzburg zu (siehe auch Februarkämpfe 1934 und Maiverfassung). Im Mai 1934 detonierte eine Bombe in der Nähe des Festspielhauses. Im Juni 1934 „beschädigten Böllerwerfer das Tor und die Eingangshalle von Schloss Leopoldskron“; es erhielt militärischen Schutz. Eine zweite Inszenierung im faschistischen Italien (Kaufmann von Venedig, Campo di San Trovaso, 18. Juli 1934) bereitete Reinhardt in unmittelbarer räumlicher Nähe der ersten persönlichen Begegnung zwischen Mussolini und Hitler in Venedig vor. Als kurz darauf im Gefolge des Putschversuches am 25. Juli 1934 und der Ermordung des österreichischen Bundeskanzlers durch zwei NS-Putschisten die österreichisch-italienische Grenze vorübergehend geschlossen wurde, saß Reinhardt in Venedig fest.
Auch angesichts einer angespannten Finanzlage, die dazu geführt hatte, dass Reinhardt sich wiederholt von Freundinnen wie Eleonora von Mendelssohn größere Summen geborgt und diese als Hypothek seiner Salzburger Liegenschaft hatte eintragen lassen, hatte er sich bereits seit 1930 immer stärker internationalen Aufgaben zugewandt. „Da sind die großen Gastinszenierungen, viele davon Freilichtaufführungen (wie in Florenz, Oxford, Venedig); dann die großen Musiktheateraufführungen von ‚Fledermaus‘ (in Kopenhagen, Paris, Mailand, San Remo) über ‚Die schöne Helena‘ (in London und Manchester) bis ‚Orpheus in der Unterwelt‘ (in Riga und Stockholm) – alle diese Inszenierungen liegen zwischen 1930 und 1934.“ Im Jahr 1935 drohte Reinhardt, der „fortwährend über seine Verhältnisse gelebt hat“ und der nun über keine eigene Bühne mehr verfügen konnte, eine erneute Pfändung und die Zwangsversteigerung von Schloss Leopoldskron. Diese konnten nur durch den Verkauf seiner Anteile am Theater in der Josefstadt in Wien abgewendet werden. Angesichts der Nähe Berchtesgadens als „Hauptquartier des Dritten Reiches“ (Führersperrgebiet Obersalzberg) fühlte sich Reinhardt auf Schloss Leopoldskron ohnehin nicht mehr „wohl und sicher“.
In den Vereinigten Staaten zeigte er 1934 erfolgreich Shakespeares Ein Sommernachtstraum mit Mickey Rooney und Olivia de Havilland in der Hollywood Bowl – dort ließ Reinhardt eigens um die 100 Bäume pflanzen und setzte einen Fackelzug mit 1200 Fackeln von den Hügeln bis hinab zum ‚Märchenwald‘ durch –, im War Memorial Opera House in San Francisco und im Greek Theatre der University of California, Berkeley. Daraufhin verpflichtete Warner Brothers ihn für „den entsprechenden Film sowie zwei weitere große Projekte. Anfangsgage: 150.000 Dollar.“ Als Ko-Regisseur wurde Reinhardt sein ehemaliger Wiener Ensemble-Kollege William Dieterle zur Seite gestellt. Am 8. Oktober 1935, dem Vorabend der Premiere des Hollywood-Films, wurde zu Ehren Reinhardts im großen Ballsaal des Waldorf Astoria in New York ein „Testimonial Dinner“ gehalten, bei dem der Regisseur bereits seine Absicht bekanntgab, künftig ein US-Bürger werden zu wollen. Der aufwändige Shakespeare-Film spielte seine „immensen Produktionskosten nicht ein, in Hollywood ein Desaster. Der Name Reinhardt stand fortan für: Kassengift.“

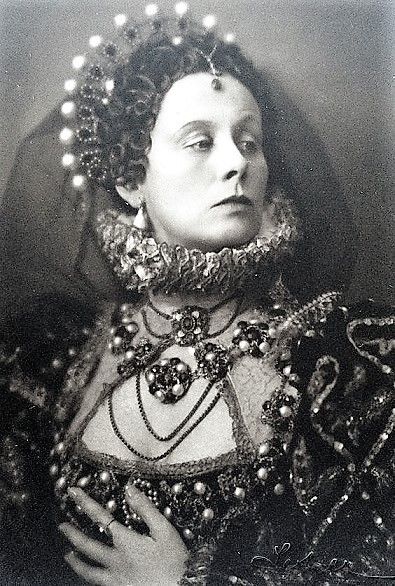
Helene Thimig als Elisabeth in Friedrich Schillers Maria Stuart, 1934

Im Juni 1935 hatte Reinhardt in Reno die Scheidung vollziehen lassen können und heiratete in zweiter Ehe die Schauspielerin Helene Thimig (1889–1974), aus einer berühmten Wiener Schauspielerdynastie. Die beiden hatten sich bereits 1913 kennengelernt. Zum Oktober 1917 hatte er sie als Schauspielerin dem Königlichen Schauspielhaus in Berlin abwerben können. Ihr Vater Hugo Thimig war Schauspieler und zeitweise Direktor des Wiener Burgtheaters. Auch ihre Brüder Hermann Thimig und Hans Thimig arbeiteten ihr Leben lang als Schauspieler und Regisseure. Da seine erste Ehefrau Else Heims sich einer Scheidung viele Jahre lang widersetzt hatte, war das Zusammenleben von Max Reinhardt und Helene Thimig „von Anfang an von Heimlichkeiten bestimmt. Selbst auf Schloss Leopoldskron hat sie dann nie die Hausherrin gegeben, [...] sie hat sich immer im Hintergrund gehalten, immer Gast unter Gästen gespielt.“ Im Schauspielerischen hingegen hatte sie ab den späten 1920er Jahren begonnen, sich von Max Reinhardt zu emanzipieren, nachdem sie gegen dessen Willen durchgesetzt hatte, dass sie am Theater in der Josefstadt (mit großem Erfolg) die Iphigenie unter fremder Regie (Richard Beer-Hofmann) spielen konnte. Im Frühjahr und Sommer 1931 hatten Reinhardt und Thimig sich eigens monatelang in Riga aufgehalten, um dort mittels des liberalen lettischen Scheidungsrechts am Bezirksgericht Riga eine rechtsgültige Scheidung Reinhardts von seiner Frau Else Heims auch gegen deren Willen zu erreichen; ohne seinerzeit zu wissen, dass die lettische Scheidung in manchen Ländern nicht anerkannt wurde; Heims hatte die Scheidung angefochten.
In seiner letzten Saison bei den Salzburger Festspielen setzten die Regierung Schuschnigg und die Salzburger Festspiel-Gemeinde durch, dass Reinhardt bei der Wiederaufnahme der Faust-Inszenierung zum Juli 1937 den Mephistopheles mit dem „ausgewiesenen Opportunisten und Antisemiten“ Werner Krauß besetzen musste. Reinhardt nahm für sich in Anspruch, immerhin habe er selbst den Schauspieler Krauß in den 1910er Jahren entdeckt; er sei nicht von Nationalsozialisten entdeckt worden. Reinhardt gab sich in dieser Hinsicht keinen Illusionen mehr hin. Einer Freundin schrieb er, Gustaf Gründgens, den er ebenfalls entdeckt habe, besäße nun in Berlin

„auch meine Wohnung [d. h. das Gartenhaus von Schloss Bellevue], mein Wandbild und Einrichtungen, die man mir ohne ein Wort einfach weggenommen hat. [...] Soll ich gar von Hauptmann oder Richard Strauss sprechen?“

Reinhardts letzte Inszenierung in Österreich war die Uraufführung von Franz Werfels In einer Nacht (Theater in der Josefstadt, Wien, 5. Oktober 1937).

### Emigration in die Vereinigten Staaten

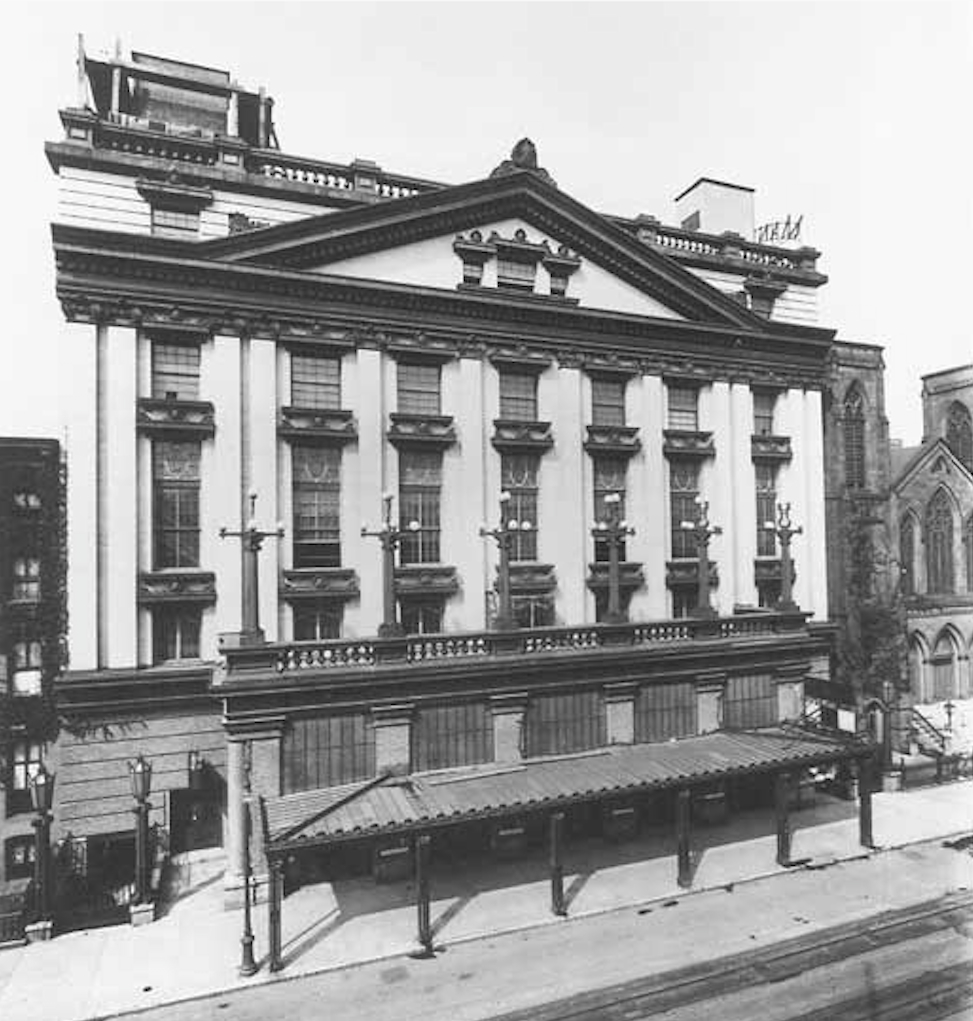
Das Manhattan Opera House, in dem 1937 Franz Werfels/Kurt Weills The Eternal Road uraufgeführt wurde

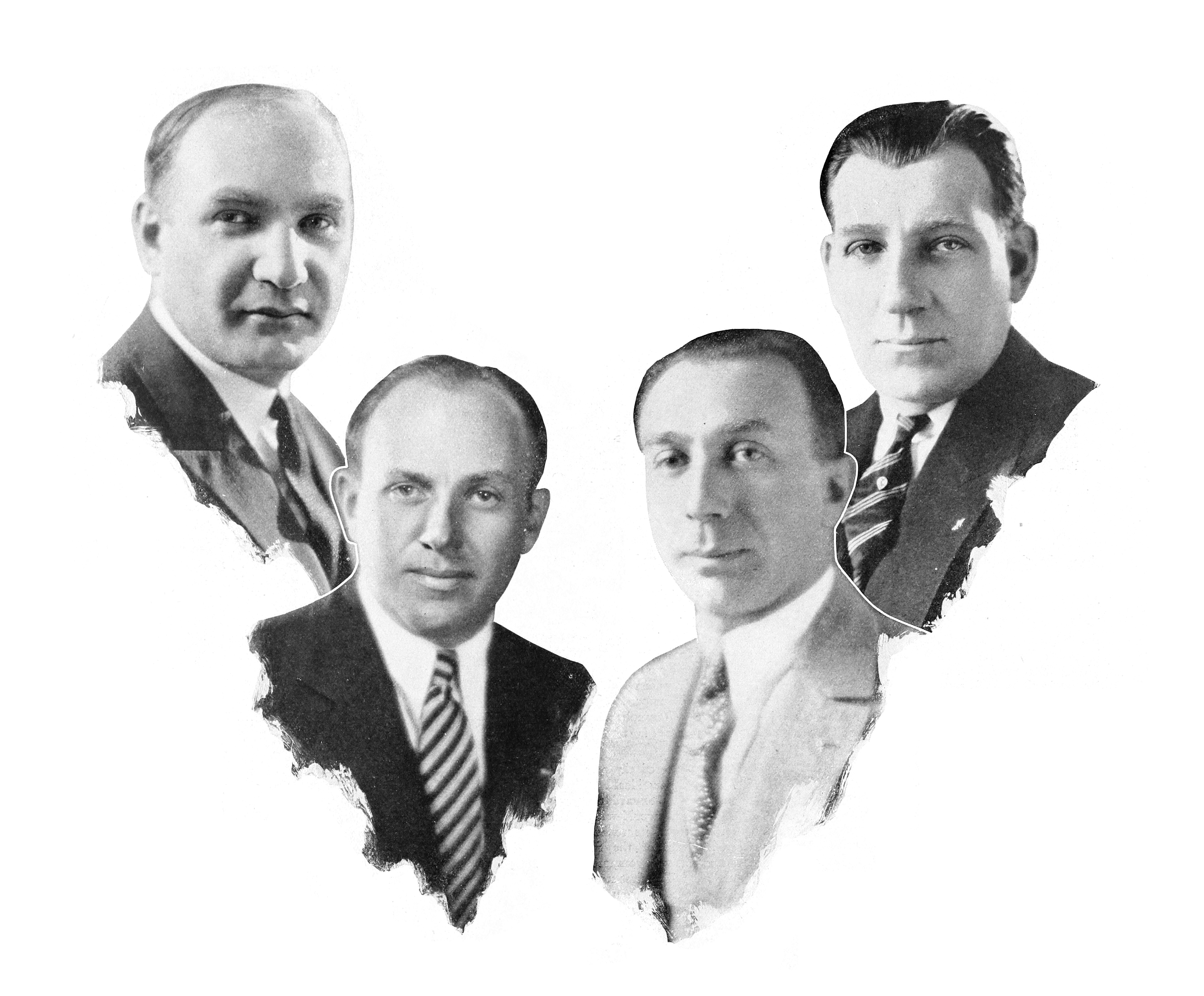
Albert, Jack, Harry und Sam Warner, Gründer von Warner Bros. Entertainment, die Reinhardt 1937 für zwei Filmprojekte unter Vertrag hatten

Noch im selben Monat reiste Max Reinhardt über Paris für einen längeren Aufenthalt in die Vereinigten Staaten; seine Frau folgte ihm drei Wochen später. Am 7. Januar 1937 hatte Reinhardt im Manhattan Opera House auf Anregung des früheren Journalisten und Zionisten Meyer Wolf Weisgal die außerordentlich aufwändige Bibelrevue The Eternal Road, die auf einem Oratorium Franz Werfels basiert, uraufgeführt, für die allabendlich über 1700 Kostüme, 59 Hauptdarsteller, 35 Tänzer und 14 Chorsänger zum Einsatz gekommen waren. Die erfolgreiche Inszenierung war nach 153 Vorstellungen ausgelaufen, „das Defizit auf 500.000 Dollar angewachsen. Weisgal war pleite. Und Reinhardt hatte nun auch in Amerika seinen Ruf weg: als Verschwender.“ Dieser Ruf prägte Reinhardts kommende Jahre in den Vereinigten Staaten. Unmittelbar nach seiner Ankunft als Emigrant in den Vereinigten Staaten im Oktober 1937 arbeitete Reinhardt zunächst in Hollywood. Zwei länger vorbereitete größere Filmprojekte für Warner in Hollywood scheiterten jedoch an einer Rezession der US-Volkswirtschaft und einem für die Filmbranche schwierigen ökonomischen Umfeld. Aus der Presse erfuhr er, dass im April 1938 sein Salzburger Besitz Schloss Leopoldskron, das er über 18 Jahre hinweg aufwändig renoviert und umgestaltet hatte, entschädigungslos enteignet wurde. Einer Nichte schrieb er später in diesem Zusammenhang: „Der Ertrag meiner Lebensarbeit war geraubt, als das Dritte Reich begann.“ Im Frühjahr 1939 ließ eine Mieterin des Schlosses ausgewählte Teile des Leopoldskroner Inventars zu Reinhardt nach Hollywood überführen.
Reinhardt schätzte die US-Westküste sehr und versuchte, sich der amerikanischen Lebensweise anzupassen, konnte seine Stärken beim Anbahnen neuer Projekte jedoch aufgrund seiner begrenzten Englischkenntnis und seiner Befangenheit auf gesellschaftlichem Parkett kaum zur Geltung bringen, wie er seinem Sohn Gottfried später eingestand: „Ich habe nicht das Talent ‚to meet the people‘ in Hollywood.“ In Hollywood gründete Reinhardt am 26. Juni 1938 erneut eine Theater- und Filmakademie, den „Max Reinhardt: Workshop of Stage, Screen and Radio“, der in einem der Rundfunkgesellschaft CBS gehörenden Gebäude am Sunset Boulevard angesiedelt war. Marlene Dietrich und Thornton Wilder unterstützten die Schule zeitweilig, die jedoch die Aufmerksamkeit der Hollywood-Produzenten und -Agenten nicht auf sich ziehen konnte. Schauspieler Fritz Kortner stellte bei einer Aufführung des Workshop erstaunt fest, dass die den Filmmogulen bereitgestellten Sitze regelmäßig ungenutzt blieben: „Jene Filmgewaltigen hatten einst den Ozean gekreuzt, um eine Reinhardt-Inszenierung bei den Salzburger Festspielen zu sehen, und sich darum gerissen, Reinhardts Gäste auf Schloss Leopoldskron zu sein. [...] Wir sahen die immer noch hinreißende Aufführung seiner Theaterschule. Sie blieb ohne Widerhall.“
Im Rahmen der Kalifornischen Festspiele inszenierte Reinhardt im August 1938 im „Pilgrimage Outdoor Theatre“ in den Hollywood Hills erneut einen Faust, der anschließend auch in San Francisco gezeigt wurde. In Briefen vom November 1938, in denen Reinhardt vom „schmerzliche[n] und doch unvermeidliche[n] Vergnügen“ der Zeitungslektüre berichtet, sind deutlich Anflüge von Verzweiflung angesichts der weltgeschichtlichen Entwicklung erkennbar:

„Es wäre vielleicht leichter zu ertragen, wenn das alles die fluchwürdige Tat eines bösen Genies wäre. Es ist aber ein rasender Tollhäusler, der mit gezücktem Messer herumläuft und herumbrüllt. [...] Ich glaube, dass alles, alles einen Sinn hat. Aber ich kann ihn nicht herauskriegen, so sehr ich darum kämpfe.“

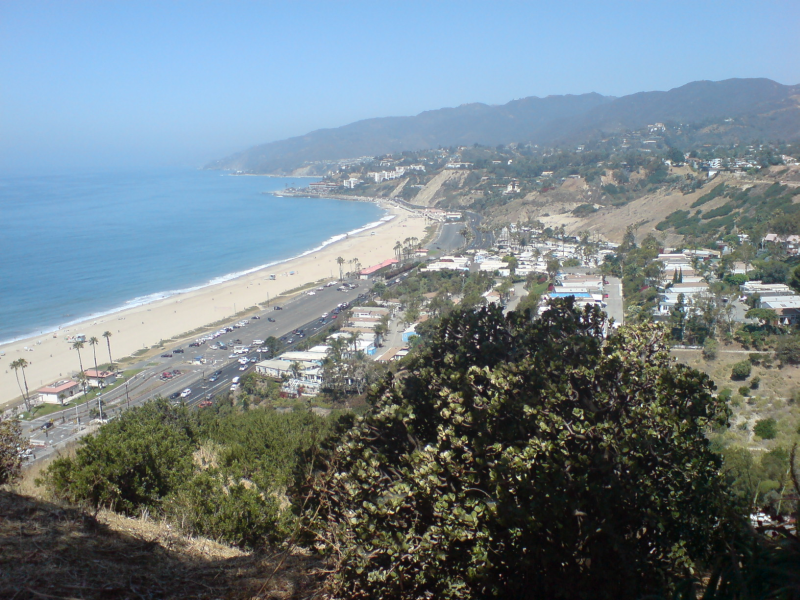
Neuer Wohnort: Pacific Palisades, das in den 1930er Jahren allerdings noch kaum erschlossen war

Die Premiere von Thornton Wilders The Merchant of Yonkers nach Johann Nestroy am Guild Theatre in New York im Dezember 1938 in Reinhardts Regie wurde ein Misserfolg. Eine große Tournee seiner Schauspielschule endete 1939/1940 vorzeitig in San Francisco aufgrund der Veruntreuung von Geldern durch den Tourneemanager. Als Reinhardts Verträge mit Warner ausliefen, musste er sein großes Haus am Maravilla Drive in Hollywood veräußern und in das damals noch kaum erschlossene Pacific Palisades umziehen. Seine Misserfolge in Hollywood kommentierte er Francesco von Mendelssohn gegenüber später ironisch: „Dort erkannten die Warners und andere Ungläubige mich als zu schwerfällig für den Tanz um das goldene Kalb.“ Im November 1940 wurde Reinhardt Staatsbürger der Vereinigten Staaten. 1941 bezog der Max Reinhardt Workshop die Räumlichkeiten einer Laienspielschule für Armeeangehörige und konnte fortan ein eigenes kleines Theater nutzen. Die aufwändige praktische Arbeit des Unterrichtens und Inszenierens im Workshop überließ Reinhardt jedoch zunehmend seiner Frau, die sich mittlerweile intensiv die englische Sprache angeeignet hatte.
Angesichts seiner desolaten finanziellen Lage und der zunehmenden Abhängigkeit von materieller Unterstützung durch seine Söhne zog Reinhardt im Mai 1942 nach New York. Seine Absicht war, dort wieder ein Ensemble bilden und ein künstlerisches Theater leiten zu können. Unmittelbar nach seiner Abreise musste seine Frau beim ‚Arbeitsamt‘ Arbeitslosenunterstützung beantragen. Die doppelte Haushaltsführung – Reinhardt lebte nun im Gladstone Hotel in Manhattan – führte zu weiteren finanziellen Belastungen. Helene Thimig schätzte ihre gemeinsamen Aussichten wenig optimistisch ein: Max Reinhardt habe einsehen müssen, dass er „nur noch ein Name war, dem der Ruf voranging, ein ‚Regisseur kostspieliger und unzeitgemäßer großer Aufführungen‘ zu sein.“ Max Reinhardt war als Künstler wie in seinem persönlichen Finanzverhalten ein „genialer Verschwender“. Die erheblichen Beträge, die er – bis auf die letzten Jahre – zeitlebens verdiente, gab er für Einrichtungen und Luxusartikel aus.
Im Herbst 1942 bat Dirigent Erich Wolfgang Korngold Reinhardt kurzfristig um Unterstützung für eine Fledermaus-Produktion, die Reinhardts glückloser ehemaliger Assistent Felix Weissberger für die „New Opera Company“ übernommen hatte. „Die Premiere unter dem Titel ‚Rosalinda‘ am 28. Oktober 1942 im ‚44th Street Theatre‘ wurde dann tatsächlich ein Erfolg, das Stück lief noch in verschiedenen Häusern einige Monate nach Reinhardts Tod.“ Am 28. März 1943 starb Reinhardts enger Weggefährte Rudolf Kommer in New York. Am 4. Mai 1943 zeigte Reinhardt Irwin Shaws modernes, doch unzeitgemäßes Anti-Kriegsstück Sons and Soldiers im Morosco Theatre mit Stella Adler und Gregory Peck – ein Misserfolg. Reinhardts Verhandlungen mit den Geldgebern vom Broadway, die sich Reinhardts Wahrnehmung nach viel zu sehr am geschäftlichen Aspekt des Theaters orientierten, standen unter keinem guten Stern.

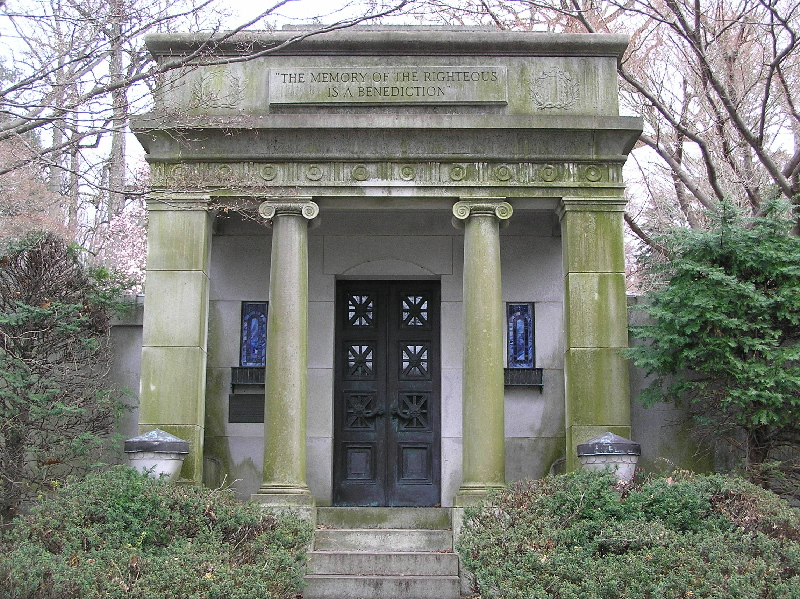
Reinhardts Mausoleum auf dem Westchester Hills Cemetery (2006)

Den Bitten seiner Frau zur Heimkehr nach Los Angeles widersetzte sich Reinhardt. In Zusammenhang mit den Bemühungen der österreichischen Exilorganisation „Free Austrian Movement“ um die Restitution des von den Nationalsozialisten geraubten Vermögens in Österreich unterzeichnete Reinhardt im Sommer 1943 einen Aufruf prominenter österreichischer Emigranten, sich einem geplanten „Austrian Bataillon“ zur Befreiung von Nazi-Deutschland anzuschließen. Bei einer Feier zum 70. Geburtstag, die sein Sohn Gottfried in Manhattan organisiert, die der Jubilar selbst vorab jedoch als „Leichenfeier“ gefürchtet hatte, zeigte sich Reinhardt mental angegriffen und wollte eine Laudatio des Festredners Carl Zuckmayer brüsk unterbinden.
Am 24. September 1943 erlitt Reinhardt auf Fire Island in einer Telefonzelle bei einer Rauferei seines Scottish Terriers mit einem größeren Rüden mehrere Hundebisse und zeigte anschließend aufgrund eines Schlaganfalls Sprachstörungen. Entgegen der Empfehlungen seines Arztes besuchte Reinhardt am Versöhnungstag einen Tempel, wo er einen zweiten – stärkeren Schlaganfall erlitt. Am 31. Oktober 1943 starb Max Reinhardt wenige Wochen nach seinem 70. Geburtstag in seinem New Yorker Hotel. Reinhardt liegt auf dem jüdischen Westchester Hills Cemetery, Hastings-on-Hudson, Westchester County, New York – rund 35 Kilometer nördlich der Stadt New York – begraben, auf dem auch George Gershwin und später Lee Strasberg beigesetzt wurden. Die Familie betrachtete die Beisetzung im Bundesstaat New York nur als „vorübergehende Lösung“ bis zum Ende des Zweiten Weltkriegs. Doch beließen die Hinterbliebenen es später bei dieser Grabstätte und ließen Reinhardts Sarg 1956 in die Gruft unterhalb eines kleinen Mausoleums auf dem Friedhof verlegen, da Reinhardt sich zu Lebzeiten entschlossen gezeigt hatte, „weder Deutschland noch Österreich jemals wieder zu betreten“.

## Wichtige Wirkungsstätten

### Berlin

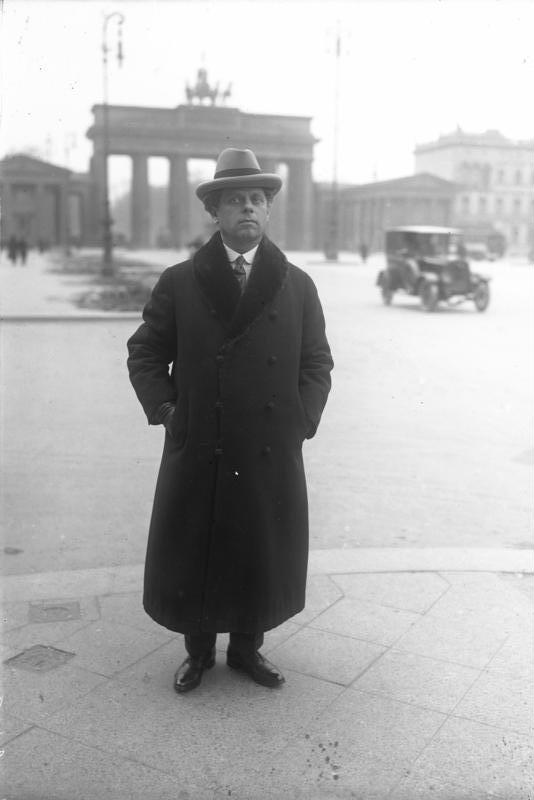
Max Reinhardt in Berlin, 1930

Max Reinhardt war Mitbegründer der Kleinkunstbühne Schall und Rauch in Berlin im Jahre 1901. Daraus entwickelte sich 1902 das Kleine Theater Unter den Linden, das er von 1903 bis 1905 leitete. Daneben führte er das Neue Theater (Theater am Schiffbauerdamm).
Im Oktober 1905 übernahm Max Reinhardt das Deutsche Theater in der Schumannstraße als das führende traditionsreiche Ensemble des deutschen Sprechtheaters. „Das unsinnliche Literaturtheater Otto Brahms reüssierte nicht mehr. Der Sachwalter naturalistischer Stileinheit, durch den Stilbrecher Reinhardt zudem in eine Randposition geraten, wird vom Verpächter und Eigentümer Adolph L’Arronge ins Lessingtheater abgedrängt […]“ Im gleichen Monat hatte er die Schauspielschule des Deutschen Theaters eröffnet, um junge Menschen „das Handwerk zu lehren, das einen goldenen Boden hat“, und zugleich „Ideale zu verbreiten, deren Boden nicht immer golden ist“. Im Nebengebäude des Deutschen Theaters gründete Reinhardt die Kammerspiele.

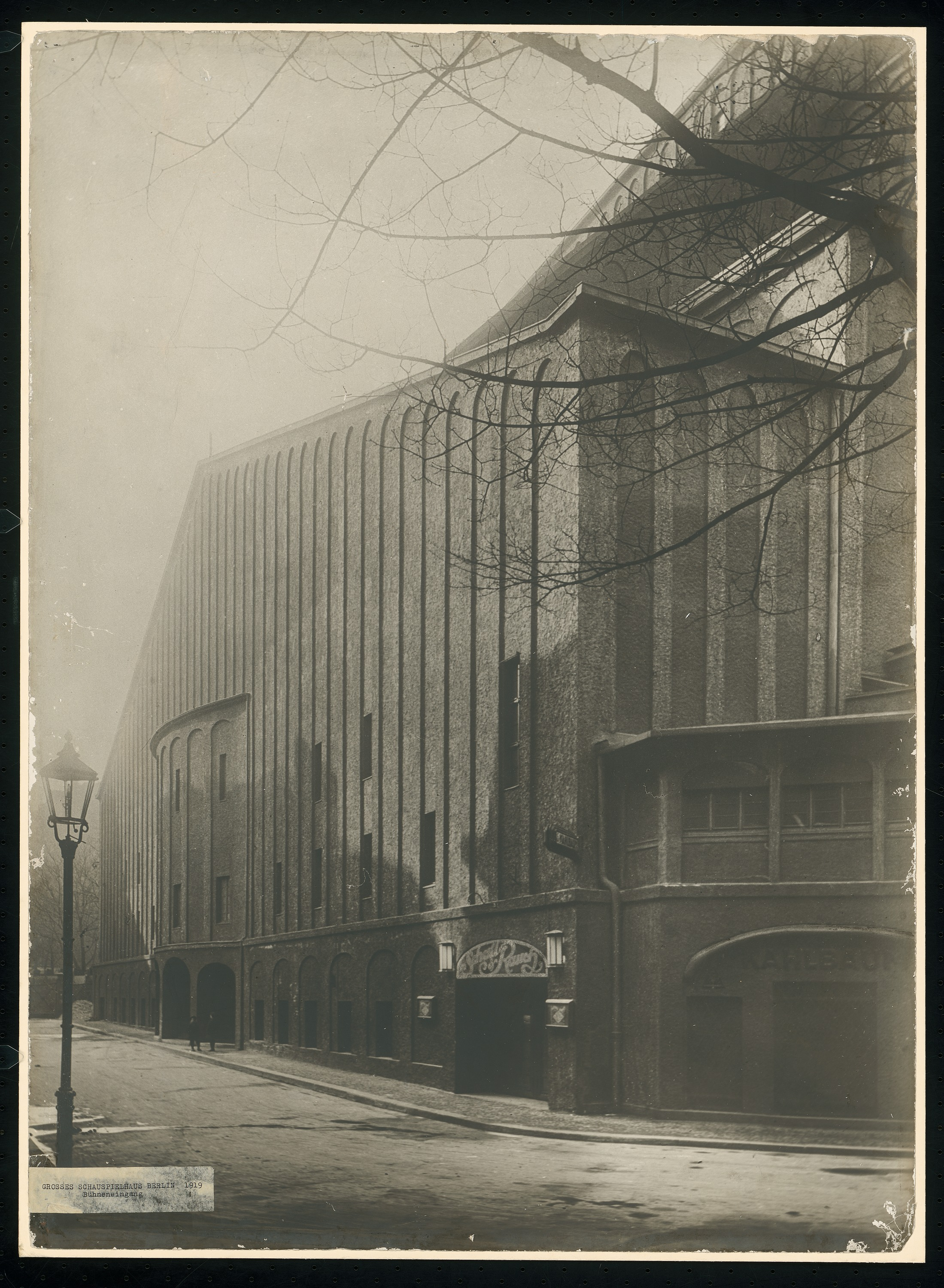
Hans Poelzigs Großes Schauspielhaus, Berlin, um 1919

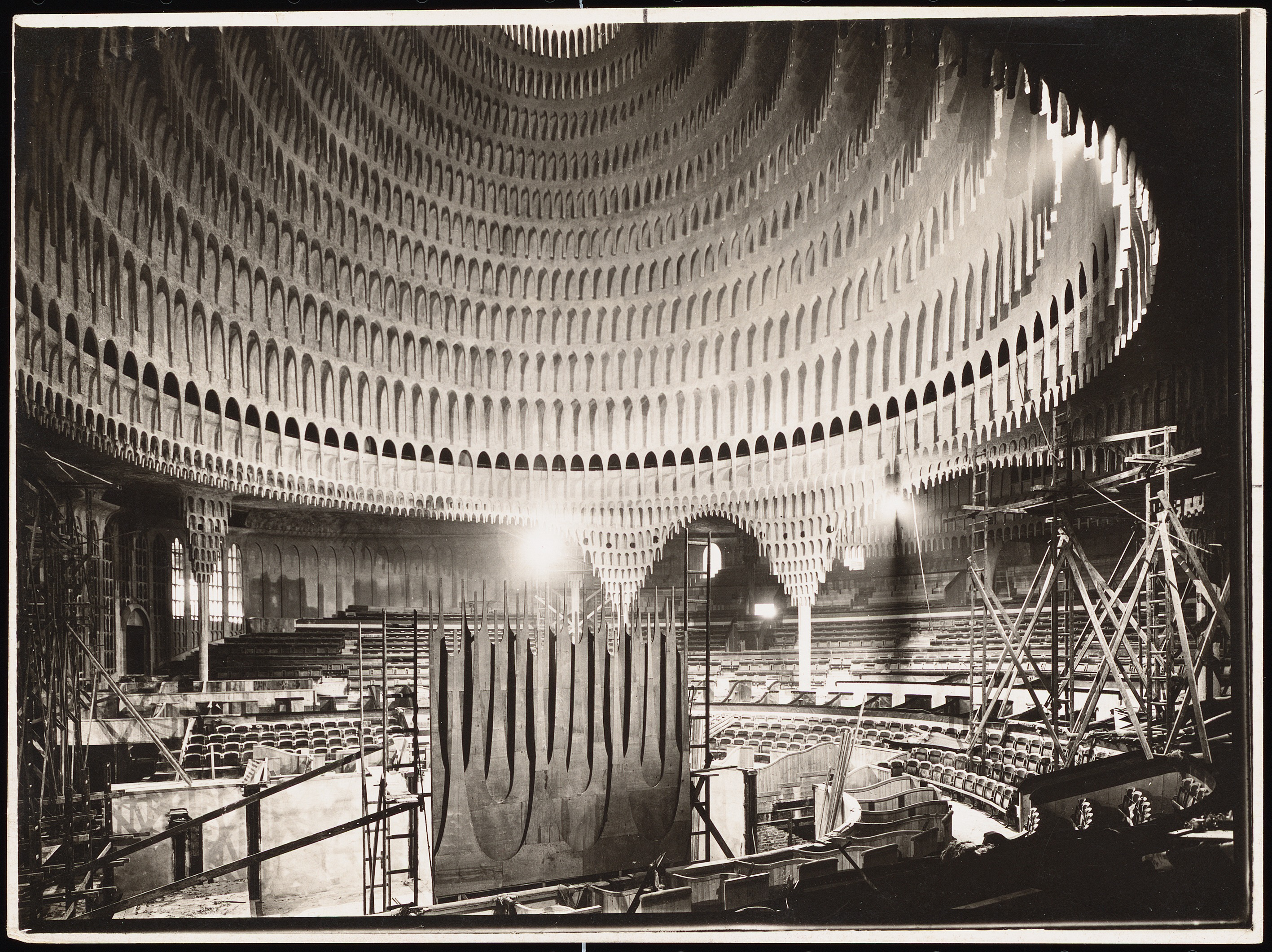
Großes Schauspielhaus, Innenräume im Bau, um 1919

1919 wurde das Große Schauspielhaus in Berlin nach Plänen von Hans Poelzig aus dem ehemaligen Circus Renz, später Schumann, errichtet (nach dem Krieg in Friedrichstadt-Palast umbenannt). Als Dank für die Hilfe und Unterstützung seines Freundes Karl Gustav Vollmoeller wurde zur Eröffnung dessen Bearbeitung von Aischylos’ Orestie unter der Regie von Reinhardt aufgeführt. Reinhardt leitete das Große Schauspielhaus bis 1920. Vor allem hier entwickelte er den neuen Stil der Massenregie mit großen Statistenchören und aufwändiger Bühnenmaschinerie. Mit dieser Form des Schautheaters wurde er international bekannt. Das Große Schauspielhaus wurde aber auch wegen Routineinszenierungen als „Zirkus Reinhardt“ verspottet.
1924 gründete er die Komödie am Kurfürstendamm und engagierte Bertolt Brecht und Carl Zuckmayer als Dramaturgen für das Deutsche Theater, das er bis 1930 leitete.

### Salzburg
1920 begründete er in Zusammenarbeit mit dem Schriftsteller Hugo von Hofmannsthal, dem Komponisten Richard Strauss, dem Bühnenbildner Alfred Roller und dem Wiener Hofoperndirektor Franz Schalk die Salzburger Festspiele. Die erste Aufführung, Hofmannsthals Jedermann, fand am 22. August 1920 auf dem Domplatz statt. Reinhardt leitete 18 Jahre lang das Schauspiel der Salzburger Festspiele. 1937 führte er mit Goethes Faust letztmals Regie, wofür ihm Clemens Holzmeister in der Felsenreitschule die berühmte Faust-Stadt erbaute.
Nach dem „Anschluss“ Österreichs im März 1938 wurde am 30. April 1938 bei der Bücherverbrennung auf dem Residenzplatz in Salzburg auch die Max Reinhardt-Monographie von Siegfried Jacobsohn verbrannt, bei deren Verbrennung gerufen wurde: „Möge das Feuer auch Schimpf und Schand verzehren, die unserer deutschen Stadt von diesem Geschmeiß geschah. Frei und deutsch sei die Stadt Mozarts!“

### Wien

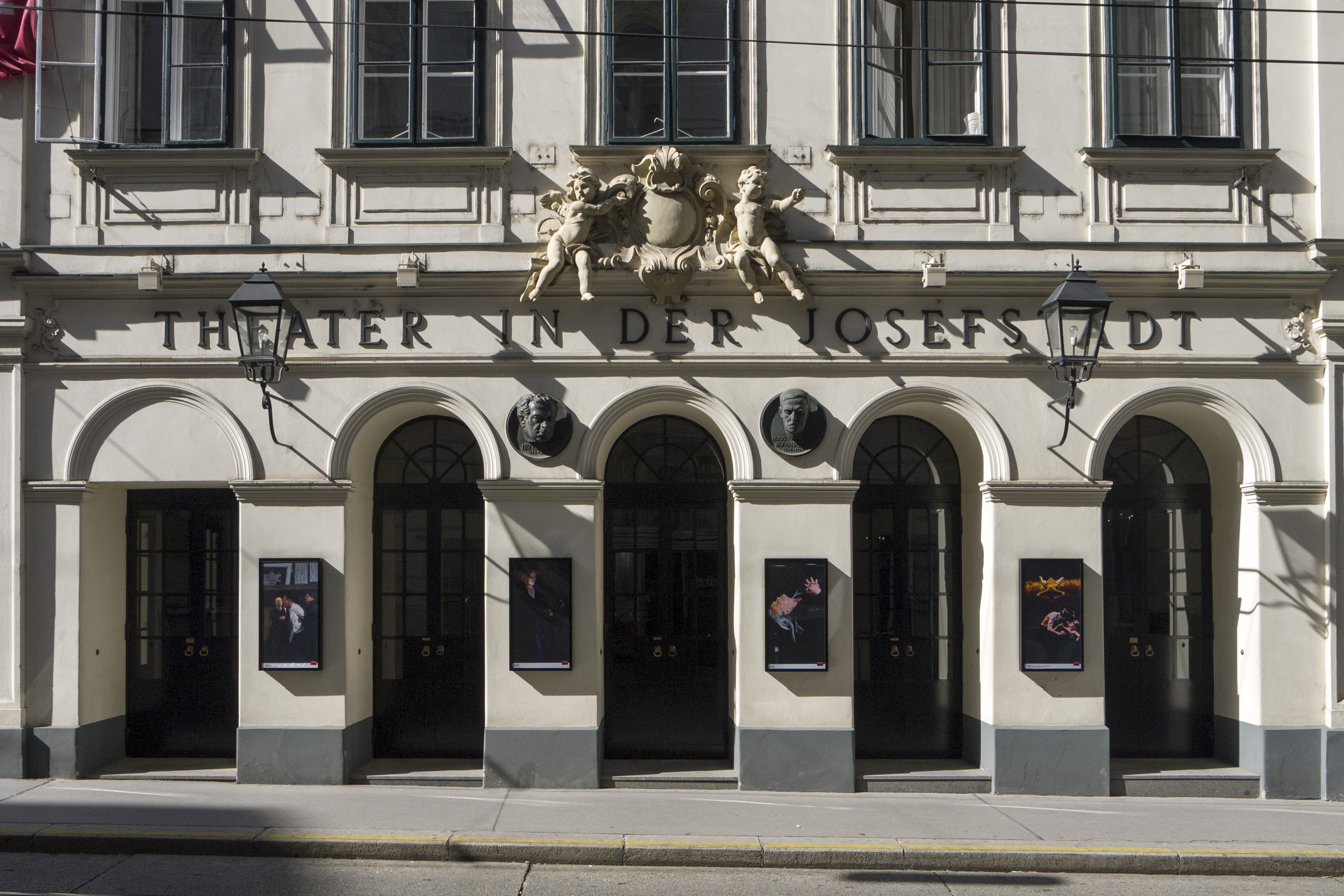
Theater in der Josefstadt

Vom 1. April 1924 bis 1933 – und damit teilweise gleichzeitig mit dem Deutschen Theater – leitete Reinhardt das Theater in der Josefstadt in Wien, das er durch seinen Theaterkonzern erwarb und umbauen ließ. Das aus dem frühen neunzehnten Jahrhundert stammende Theater in der Josefstadt wurde von 1923 bis 1924 einem von Reinhardt angeregten Umbau im Stil des Teatro La Fenice in Venedig unterzogen. Als Künstler „bestimmte Reinhardt wie kein anderer das Wiener Theater der Zwischenkriegszeit.“
Das von Reinhardt geführte glanzvolle Ensemble erwarb sich rasch internationale Berühmtheit, viele der Darsteller vermochten eine erfolgreiche Filmkarriere aufzubauen. Zum Ensemble zählten unter anderen Hans Albers, Albert Bassermann, Else Bassermann, Herbert Berghof, Theodor Danegger, Lili Darvas, Vilma Degischer, Ernst Deutsch, Wilhelm Dieterle, Tilla Durieux, Lucie Englisch, O. W. Fischer, Egon Friedell, Rudolf Forster, Adrienne Gessner, Käthe Gold, Marte Harell, Paul Hartmann, Maria Holst, Oskar Homolka, Attila Hörbiger, Gusti Huber, Hans Jaray, Oskar Karlweis, Fritz Kortner, Hilde Krahl, Fred Liewehr, Peter Lorre, Christl Mardayn, Alexander Moissi, Hans Moser, Erich Nikowitz, Hans Olden, Max Paulsen, Otto Preminger, Luise Rainer, Hortense Raky, Richard Romanowsky, Annie Rosar, Marianne Schönauer, Oskar Sima, Camilla Spira, Hans Thimig, Johanna Terwin-Moissi, Helene Thimig, Hermann Thimig, Hugo Thimig, Jane Tilden, Gustav Waldau, Gisela Werbezirk, Paula Wessely, Lina Woiwode. Werner Krauß gehörte 1924 zu den Mitbegründern des Josefstadt-Ensembles, trat an diesem Theater jedoch nie auf. 
Am 1. April 1924 wurde zur Wiedereröffnung Der Diener zweier Herren von Carlo Goldoni in Reinhardts Regie aufgeführt. Bereits am 9. April folgte die nächste Reinhardt-Inszenierung: Kabale und Liebe von Friedrich Schiller (Bühnenbild und Kostüme Alfred Roller). Am 16. April schließlich wurde Reinhardts Neuinszenierung von Hugo von Hofmannsthals Der Schwierige (Bühnenbild Oskar Strnad) gezeigt.

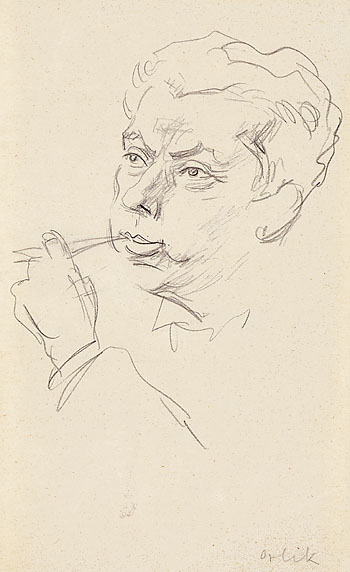
Max Reinhardt,
gezeichnet von Emil Orlik

Weitere Regiearbeiten während seiner Zeit als Direktor waren:
- Dame Kobold von Calderon de la Barca (3. Mai 1924)
- Der Kaufmann von Venedig von William Shakespeare (26. Mai 1924)
- Schöne Frauen von Rey (14. Oktober 1924)
- Ein Sommernachtstraum von Shakespeare (4. Februar 1925)
- König Lear von Shakespeare (13. März 1925)
- Gesellschaft von John Galsworthy (8. April 1925)
- Juarez und Maximilian von Franz Werfel (26. Mai 1925)
- Riviera von Ferenc Molnár (23. Dezember 1925)
- Die Gefangene von Bourdet (21. Mai 1926)
- Dorothea Angermann von Gerhart Hauptmann, Uraufführung (20. November 1926)
- Viktoria von William Somerset Maugham (27. November 1926)
- Der gute Kamerad von Tristan Bernard (11. Mai 1927)
- Peripherie von František Langer (1. Juni 1927)
- Der lebende Leichnam von Leo Tolstoi (31. Oktober 1928)
- Artisten von Watters-Hopkins (28. November 1928)
- Der Kaiser von Amerika von George Bernard Shaw (11. Januar 1930)
- Das schwache Geschlecht von Bourdet (8. Mai 1931)
- Was ihr wollt von Shakespeare (11. November 1931)
- Mademoiselle von Jacques Deval (10. Juni 1932)

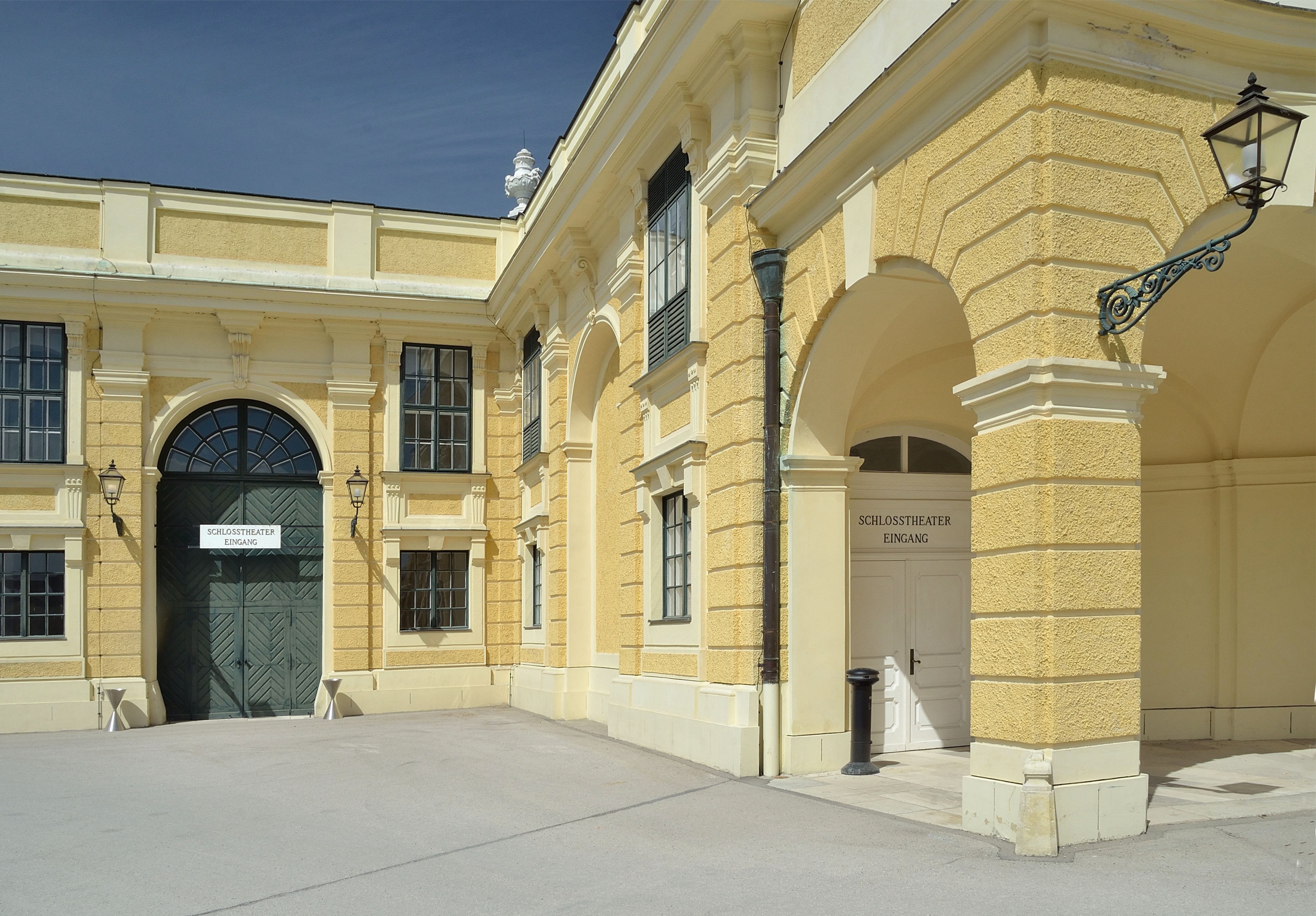
Schlosstheater Schönbrunn, ehemaliger Sitz des „Max Reinhardt Seminars“

Auf Anregung von Reinhardt hin wurde 1929 das Wiener „Max Reinhardt Seminar“ als Schauspiel- und Regieschule der Fachhochschule für Musik und darstellende Kunst eröffnet. Sitz des unter der Leitung von Reinhardt stehenden Instituts (Reinhardt-Schule), das eine zweijährige Ausbildung anbot, war zunächst das Schlosstheater Schönbrunn. Direktor des Seminars war von 1930 bis 1938 Emil Geyer (1872–1942), Regisseur und Direktor des Theaters in der Josefstadt. Von dort kamen auch viele Lehrer, die durch ihre Arbeit Max Reinhardt und seinen Idealen verbunden waren, der Schauspieler Hans Thimig, der Autor Joseph Gregor, der Stanislawski-Schüler Iwan Schmith, der Regisseur Paul Kalbeck und der Sprachlehrer Zdenko Kestranek, dazu kamen Friedrich Schreyvogl, Emil Kläger und Erhard Buschbeck. Bühnengestaltung wurde von Alfred Roller und Oskar Strnad unterrichtet, ab 1935 auch von Otto Niedermoser, wobei deren Unterricht in der Akademie für angewandte Kunst abgehalten wurde. Regie lehrten Paul Kalbeck, der spätere Hollywood-Regisseur Otto Preminger und auch Max Reinhardt selbst.
Zu den Schauspielern des Theaters in der Josefstadt gehörten auch Künstler, die nach 1933 in Deutschland nicht mehr auftreten durften oder wollten und nach Wien auswichen, wie Reinhardt selbst. Nach dem Ende seiner Amtszeit inszenierte er unter seinem von 1933 bis 1935 amtierenden Nachfolger Otto Preminger:
- Faust I von Johann Wolfgang von Goethe (4. September 1933)
- Die geliebte Stimme von Jean Cocteau zusammen mit Wir wollen träumen von Sacha Guitry (21. Februar 1934)
- Sechs Personen suchen einen Autor von Luigi Pirandello (6. März 1934)
- Maria Stuart von Schiller (22. März 1934)

Ab 1935 bereitete Reinhardt seine Emigration in die Vereinigten Staaten vor. In der Direktionszeit von Ernst Lothar (1935–1938) führte Reinhardt noch einmal Regie: In einer Nacht von Franz Werfel (5. Oktober 1937). Dies war Reinhardts letzte Arbeit in Europa.

### USA

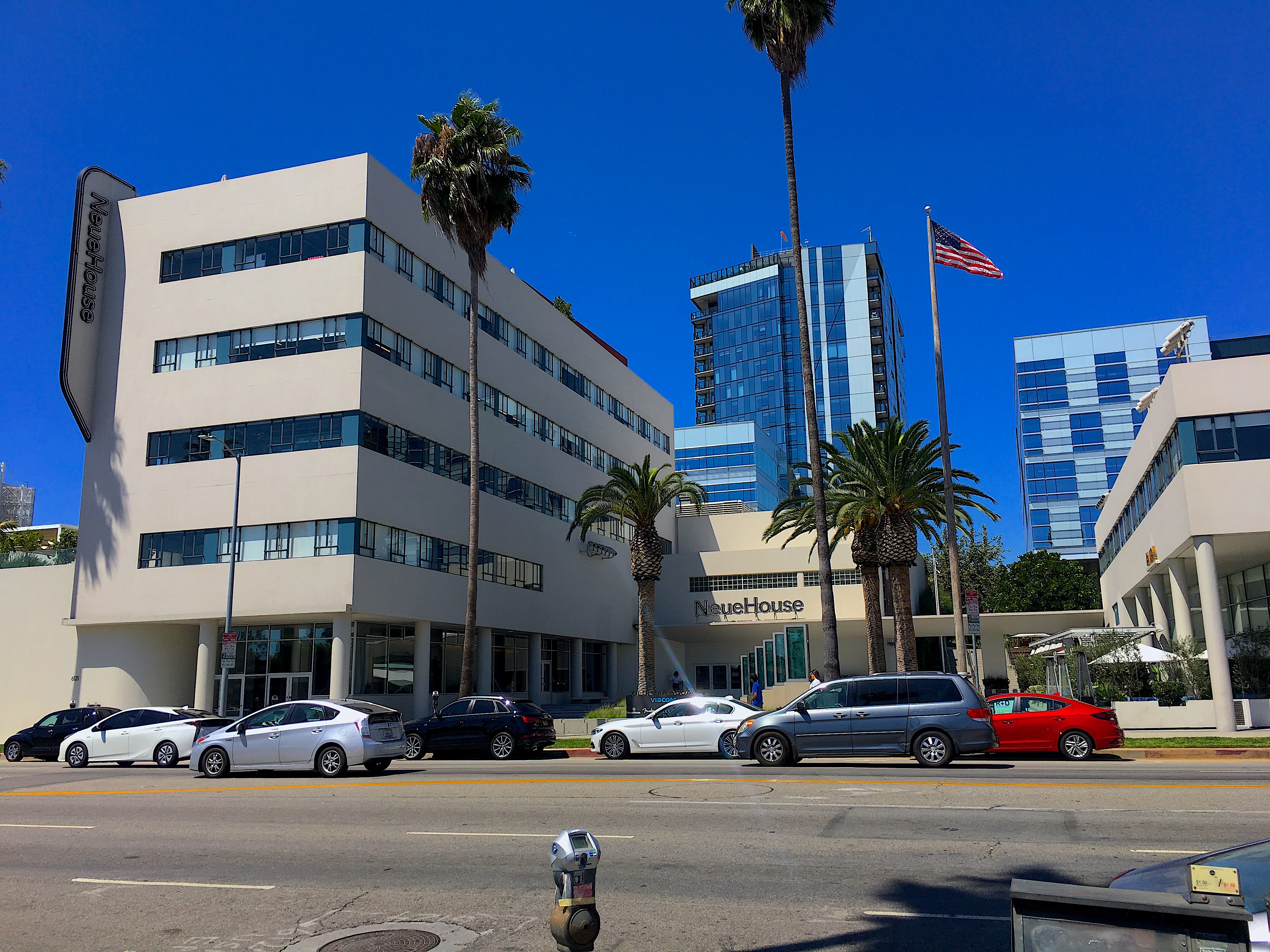
CBS Building, Los Angeles, ehemaliger Sitz des „Max Reinhardt Workshop“

Reinhardt hatte sich mit dem US-amerikanischen Theater seit seinen ersten Gastspielen in den Vereinigten Staaten schwergetan, da „der Amerikaner“ insbesondere „Sensationsstücke oder sentimentale verkitschte Liebesromane“ liebe. Er wolle

„nach des Tages Last vergessen und entweder Mund und Nase aufsperren, lachen oder weinen können. Er braucht das Leben, denn er ist noch ein Kind oder will es wenigstens außerhalb des ‚business‘ sein. Und er stellt sich das ‚Leben‘ entweder sensationell oder versüßt vor, jedenfalls immer so, wie er es nicht erlebt.“

So sehr Reinhardt die langen Laufzeiten einzelner US-Inszenierungen faszinierten, so sehr blieb ihm als Vertreter eines ‚kultivierten‘ europäischen Theatergeschmacks, eines Schauspieler- und Ensembletheaters mit Stoffen, aus denen der Zuschauer lernen könne, das US-Theater zugleich doch fremd.
1937 eröffnete er in Hollywood den Max Reinhardt Workshop for Stage, Screen and Radio, eine Art Theater- und Filmakademie, doch verzögerte sich der Unterrichtsbeginn bis in den Juni 1938, da sich zeitweilig kein geeignetes Schulgebäude hatte finden lassen. Für den Max Reinhardt Workshop am Sunset Boulevard von Hollywood war hauptsächlich Helene Thimig, seine Lebenspartnerin, als Dozentin und Direktorin tätig.
Nach dem Rückzug Reinhardts aus der aktiven Mitarbeit am Workshop 1941 zog Reinhardt nach New York. Er hatte immer wieder danach gestrebt, seinen Wirkungsbereich ganz nach New York zu verlegen, wovon er sich am ehesten eine „Kontinuität seiner bisherigen Lebensarbeit“ versprach. „Sein Wunschziel war es, die kommerzbedingten Mechanismen der Stücke-Produktion zu durchbrechen und dem für seine Begriffe illegitimen Trusttheater eine weitgehend von künstlerischen Anliegen bestimmte stehende Bühne mit festem Ensemble und auf längere Sicht hin geplantem anspruchsvollem Repertoire gegenüberzurücken [...].“

## Nachlass
Der Großteil des Nachlasses wird in einer Sondersammlung an der Universität von Binghamton (New York) verwahrt. In Salzburg bestand einige Jahre eine Max-Reinhardt-Forschungsstätte. Diese ist heute dem Archiv der Salzburger Festspiele angeschlossen, wobei auch viele Unterlagen aus Binghamton in Kopie vorliegen. Weitere Teile des Nachlasses bewahrt das Theatermuseum Wien.

## Theater- und filmgeschichtliche Bedeutung

### Theaterästhetik

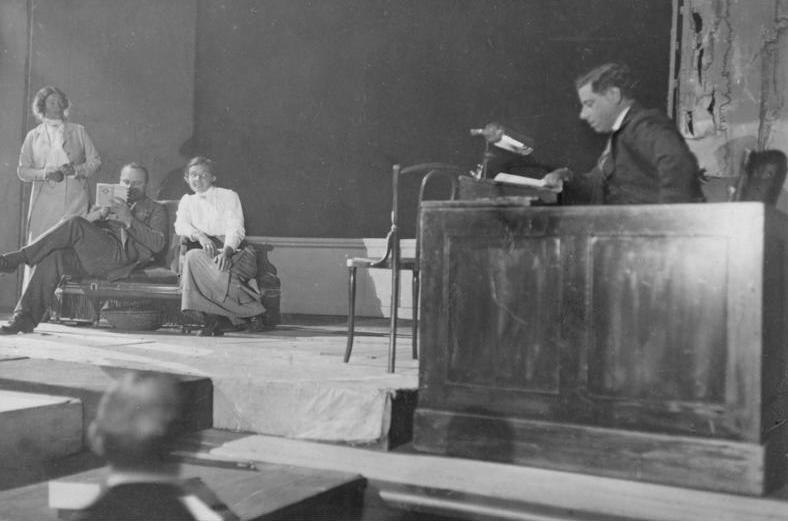
Max Reinhardt, Else Heims, Eduard von Winterstein und Leopoldine Konstantin (von rechts) bei der Probe von Torquato Tasso (1913)

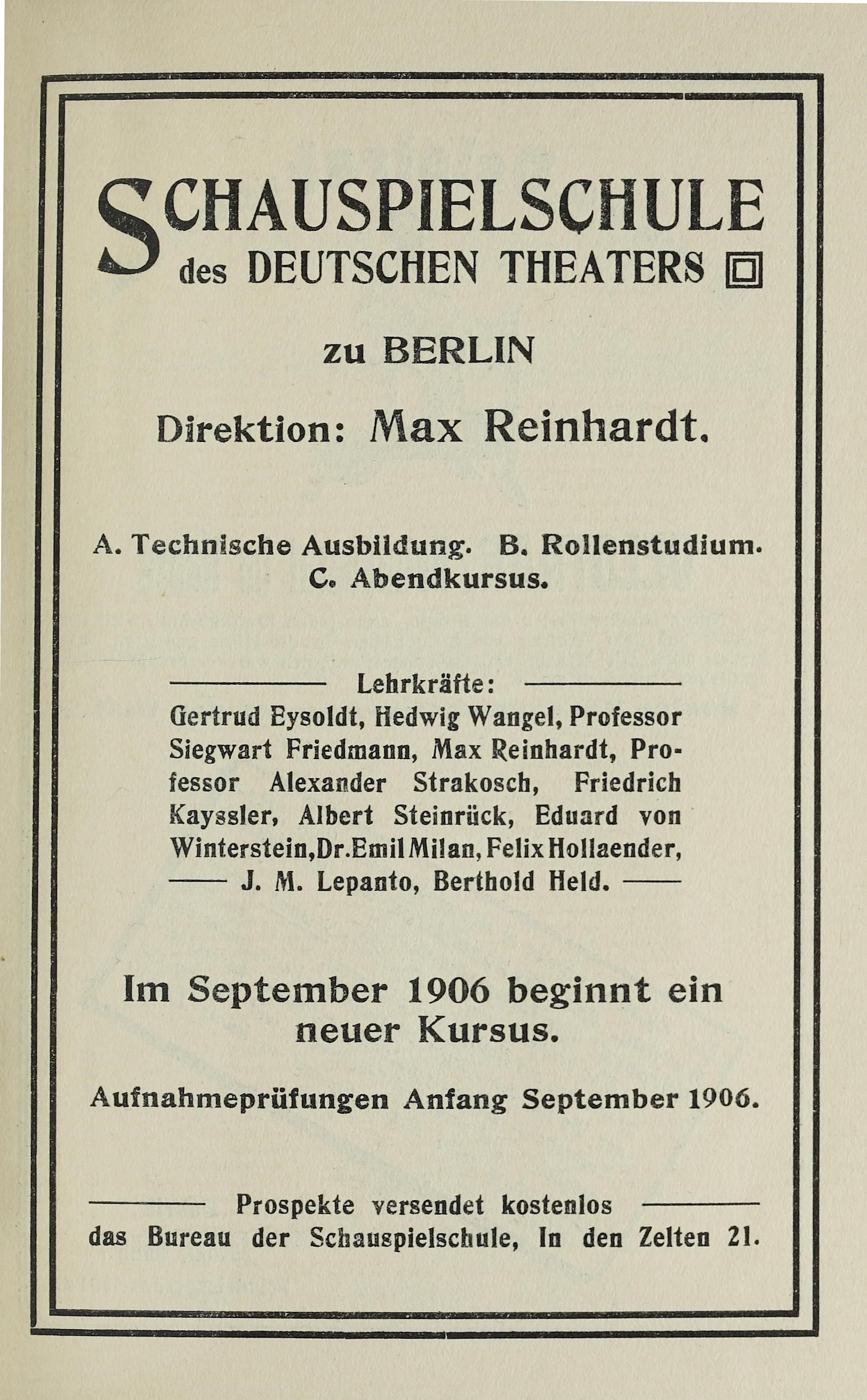
Anzeige für den neuen Kurs an der Schauspielschule des Deutschen Theaters in Berlin ab September 1906

Reinhardts künstlerischer Werdegang war durch seine ersten schauspielerischen Erfahrungen als Darsteller in Schwänken, Possen und Volksstücken am Wiener Vorstadttheater, am Sommertheater im damals ungarischen Pressburg sowie dem Salzburger Landestheater geprägt, an denen er auf der Bühne „stehen, gehen, sitzen“ und sprechen gelernt hatte. Aber das meiste habe er doch als junger Zuschauer „im Burgtheater gelernt, im Burgtheater, das damals für den jungen Schauspieler eine Art Universität war,“ wie Reinhardt sich Jahrzehnte später erinnerte.
In Abgrenzung vom naturalistischen Theater des 19. Jahrhunderts soll sich bereits der junge Reinhardt in einem Gespräch mit seinem späteren Dramaturgen Arthur Kahane 1902 zu einem festlichen und opulenten Theater bekannt haben:

„Was mir vorschwebt, ist ein Theater, das den Menschen wieder Freude gibt. Das sie aus der grauen Alltagsmisere über sich selbst hinausführt in eine heitere und reine Luft der Schönheit. Ich fühle es, wie es die Menschen satt haben, im Theater immer wieder das eigene Elend wiederzufinden und wie sie sich nach helleren Farben und einem erhöhten Leben sehnen.“

Im Zentrum von Reinhardts Theater stand die Schauspielkunst und die Schauspielerpersönlichkeit, von der die gesamte Theaterkunst ihren Ausgang nehmen sollte, wie er 1924 betonte:

„Heute und für alle Zeit muß der Mensch im Mittelpunkt aller Schauspielkunst stehen, der Mensch als Schauspieler. Wo der Schauspieler zugleich dramatischer Schriftsteller ist, hat er die Kraft, eine Welt nach seinem eigenen Bild zu schaffen und so das Drama zu seiner höchsten Lebensform zu erwecken – wie Shakespeare und Molière. Wer auch immer irgendetwas mit dem Theater zu tun hat, sollte Schauspieler sein. Ob er die Schauspielkunst ausübt oder nicht ist die zweitrangige Frage.“

Reinhardts Ideal stellte daher ein Theater dar, das den Regisseur als Mittler zwischen Autor und Schauspieler nicht benötigte. Dass die Regisseure dennoch notwendig seien, sei nur dadurch bedingt, dass Bühnenschriftsteller ihr Handwerk nicht recht verstünden.
An die Schülerinnen und Schüler, die an seinen wechselnden Schauspielschulen („Schauspielschule Berlin“ ab 1905, „Max Reinhardt Seminar“ in Wien ab 1929 und „Max Reinhardt Workshop for Stage, Screen and Radio“ in Hollywood ab 1938) Unterricht in Schauspiel und Regie nahmen, appellierte er, als Darsteller das Natürliche und Menschliche in sich zu suchen und mit Leidenschaft zu gestalten, wie er in einer Lehrveranstaltung im Frühjahr 1929 im Schönbrunner Schlosstheater betonte:

„Seien Sie wahr! Hören Sie auf, Komödie zu spielen. Fangen Sie lieber gar nicht damit an. Weder im Leben noch auf der Bühne. Die stärkste Macht des Komödianten ist die Wahrheit, die letzte, die innerlichste, brennende Wahrheit. [...] Lernen Sie sich selbst kennen. Ertappen Sie sich unbarmherzig auf jeder Lüge. Werden Sie wesentlich. Es ist nicht die Welt des Scheins, die Sie heute betreten, es ist die Welt des Seins.“

Anlässlich seines 25-jährigen Bühnenjubiläums gab Reinhardt als Direktor des Deutschen Theaters in seiner wirkmächtigen „Rede an die Schauspieler“ 1930 erneut seiner Überzeugung von der herausragenden Rolle der Schauspieler im Theater Ausdruck:

„Ich glaube an die Unsterblichkeit des Theaters. Es ist der seligste Schlupfwinkel für diejenigen, die ihre Kindheit heimlich in die Tasche gesteckt und sich damit auf und davon gemacht haben, um bis an ihr Lebensende weiter zu spielen. Die Schauspielkunst ist aber zugleich die Befreiung von der konventionellen Schauspielerei des Lebens, denn: Nicht Verstellung ist die Aufgabe des Schauspielers, sondern Enthüllung.“

Doch auch der Raumgestaltung, der Handhabung von Dekoration, Kostüm, Farbe, Licht, Musik und Geräuschen kam zentrale Bedeutung in Reinhardts Regiekonzeption zu. Für seine Inszenierungen suchte er „neue Räume und szenische Möglichkeiten, bespielte kleine Kammertheater und große Arenen, Plätze, Gärten und Kirchen; dafür ließ er bühnentechnische Mittel wie Drehbühne, Rundhorizont oder die Beleuchtung weiterentwickeln und gab ihnen eine dramaturgische Funktion“. Die Statik des alten wilhelminischen Theaters war aufgehoben. Reinhardt „verbannte auch die sogenannte Fußrampe, eine grelle Lichtsoffitte, die Dekorationen und Schauspieler von unten her bestrahlte, mithin Stuhl- und Tischbeine sowie die Schauspieler bis zur Taille in hellstes Licht eintauchte. Reinhardt sorgte als Erster für eine direkte, durch Tür und Fensteröffnung einfallende Beleuchtung [...].“
Nach Auffassung seines Sohnes Gottfried organisierte Max Reinhardt die Bühnen seines Theaterkonzerns in den 1920er Jahren nach wirtschaftlichen Prinzipien, die denen großer Filmstudios ähnelten: „Es habe ein festes Jahresprogramm, ein fest engagiertes Ensemble, eigene Werkstätten, Aktionäre, mannigfaltige Absatz- und Produktionsstätten gegeben, dazu einen ungeheuer vielseitigen Spielplan, der von der Massenschau bis zum Zwei-Personen-Stück, von hoher Kultur bis zu leichter Unterhaltung reichte. Stoffe habe man nicht nur angenommen und realisiert, sondern für die eigenen Häuser und den Export unter Anleitung gefertigt.“
Reinhardts Theaterästhetik rief schon früh auch Kritik hervor. Reinhardt erschien als „theatralischer Exponent des Wilhelminismus. Vor allem Alfred Kerr lehnte seine eklektizistischen, sinnlichen Inszenierungen ab. Dennoch: Es war Reinhardt, der dem Regietheater zum endgültigen Durchbruch verhalf, nicht zuletzt, weil er seine Arbeit als Regisseur akribisch ernst nahm, wie die erhaltenen Regiebücher beweisen.“

### Filmschaffen

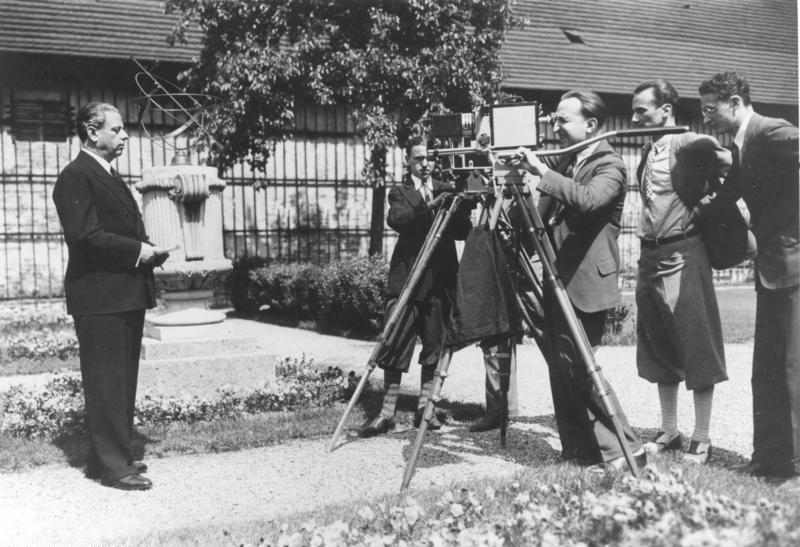
Max Reinhardt wird im eigenen Garten gefilmt, 1930

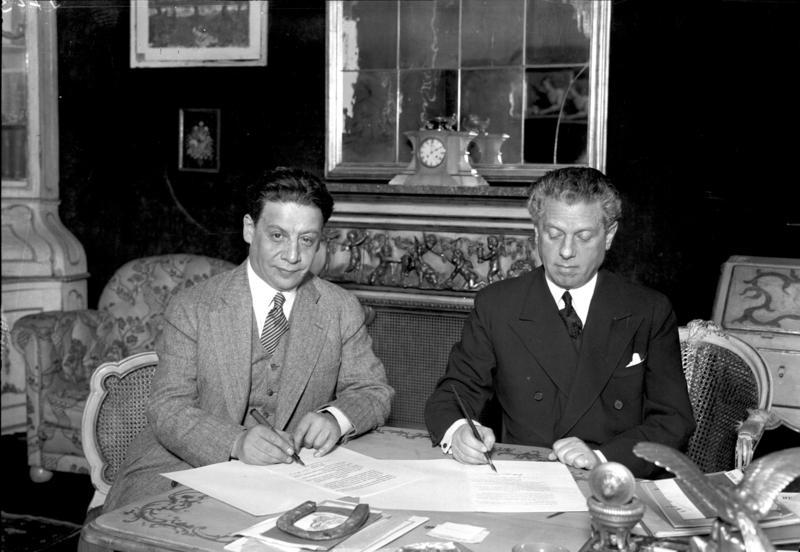
Max Reinhardt beim Unterzeichnen eines Filmvertrages mit US-Filmproduzent Curtis Melnitz in Berlin, 1930

Obgleich der Film innerhalb des Reinhardt'schen Oeuvres im Vergleich zu der Fülle von Theaterinszenierungen nur „eine marginale Position“ innehatte, war Max Reinhardt an sich weitaus stärker als die meisten Theaterleute seiner Zeit auch am Filmmedium interessiert. Er hat als Regisseur und gelegentlich auch als Produzent eigene Filme gedreht. Seine erste Inszenierung für den Film war Sumurûn (1910). Danach gründete er in Wien eine eigene Filmfirma und sollte bei der Literaturverfilmung Das Mirakel (1912) Regie führen. Nach Kontroversen um die Mirakelinszenierung, die 1912 in der Wiener Rotunde lief, zog Reinhardt sich aus dem Projekt zurück. Der Autor des Stückes und Reinhardts Freund und Intimus Karl Gustav Vollmoeller besorgte in Absprache mit dem Berliner Produzenten Joseph Menchen den französischen Regisseur Michel Carré, der den begonnenen Film nach seinem Drehbuch zu Ende drehte. In beiden Fällen handelte es sich um Theaterverfilmungen.
1913 schloss Reinhardt mit der Berliner Projektions-AG „Union“ (PAGU) von Paul Davidson einen Vertrag. Für eine Gage von 200.000 Reichsmark (1.315.363 Euro) drehte er die in Italien produzierten Stummfilme: Die Insel der Seligen und Eine venezianische Nacht, ein Werk seines Freundes Karl Gustav Vollmoeller. In beiden Filmen verlangte Max Reinhardt seinem Kameramann Karl Freund einiges ab, da er auch Spezialaufnahmen wie etwa von der Lagune im Mondlicht verlangte.
Die Insel der Seligen wurde von der Kritik vor allem dahingehend gelobt, da Reinhardt „größeres Gewicht auf die Deutlichkeit des Ausdruckes und die Belebung des Mienenspiels legte“. Der durch erotischen Spielstil auffallende Film spielte zum einen Teil in der Antike, in der Meergötter, Nymphen und Faune vorkamen und die Schauspieler nackt in Erscheinung traten, und zum anderen Teil in der Gegenwart, den strengen Sitten angepasst. Die mehrheitlich aus Berlin stammenden Schauspieler mussten, wie es in den Stummfilmen der Zeit häufig war, Doppelrollen verkörpern: eine in der Vergangenheit und eine in der Gegenwart. So spielten Wilhelm Diegelmann und Willy Prager sowohl die spießigen Väter als auch die Meergötter, und Ernst Matray einen Junggesellen und einen Faun. Leopoldine Konstantin mimte die Circe. Weite Teile des Films hätten jedoch der Filmzensur zum Opfer fallen sollen. Hierbei handelte es sich neben Nacktszenen auch um „die ersten von Meisterhand gedrehten Sexszenen“, die im Zensurbericht wie folgt umschrieben wurden:

„Im II. Akt ‚Menschen in Sicht‘ haben die Szenen der nackten Najaden bis zu dem Augenblicke entfernt zu werden, wo sich dieselben umwenden und in Wasser springen. Ferner mit Ausschluß der Szene, wo der Faun von Amors Pfeil gestochen wird und konvulsische Zuckungen macht, wo er das Mädchen betastet und fortträgt, weiters müssen die Szenen entfernt werden, wo das Mädchen am Boden liegt und vom Faun gestreichelt wird, wo sie der Meergott dem Faun entreißen will, so daß die Szene erst wieder einsetzt, wo der Jüngling das Mädchen rettet. Im III. Akt aus der Szene Philister auf der Insel der Seligen, wo Circe mit den beiden Alten auf der Bank sitzt, muß alles entfernt werden von dem Augenblicke, wo ihre Dienerin den Zaubertrank bringt. Weiters muß die Liebesszene zwischen Circe und den beiden Junggesellen wegbleiben. Nur beim Wegbleiben aller hier aufgezählten Szenen darf der Film zur Vorführung gelangen.“

Tatsächlich aber wurde nicht geschnitten wie vorgeschrieben.

William Dieterle, Ko-Regisseur bei der A Midsummer Night’s Dream-Verfilmung (Warner Brothers, 1935)

In Eine venezianische Nacht von Karl Gustav Vollmoeller (1914) spielten ebenfalls Schauspieler vom Deutschen Theater. Maria Carmi spielte die Braut, Alfred Abel den jungen Fremden, und Ernst Matray erhielt von Reinhardt dieses Mal die Rollen von Anselmus und Pipistrello. Die Dreharbeiten, die am Bahnhof von Venedig begannen, fielen vor allem dadurch auf, dass die anwesenden Venezianer von einem Fanatiker gegen die deutschsprachigen Filmschaffenden aufgehetzt wurden, die sich in der Folge auf den Filmapparat stürzten und die Aufnahmen blockierten. Als die Polizei eintraf, wurden jedoch nicht die Unruhestifter, sondern die Filmschaffenden festgenommen. Erst auf Intervention eines deutschen Konsuls konnten die Dreharbeiten unter Anwesenheit von Polizei fortgesetzt und fertig gestellt werden.
1935 inszenierte Reinhardt seinen einzigen Film in den USA, A Midsummer Night’s Dream (Ein Sommernachtstraum), zusammen mit William Dieterle (Filmmusik von Erich Wolfgang Korngold nach Felix Mendelssohn Bartholdy). Der Film für Warner Brothers, der „durch eine Hollywood-Ästhetik dominiert“ ist, die „im Vergleich zur Inszenierung kitschig wirkt“, wurde mit großem Aufwand produziert und vereinte eine Starbesetzung, doch an den Kinokassen hatte er wenig Erfolg. Reinhardt entdeckte während dieser Zeit auch Olivia de Havilland, die in diesem Film ihr Debüt gab. Aber auch seine Theaterarbeit empfing vom Film starke Anregungen. Da er die Stilisierungskonzeption seines Theaters allzu sehr auf den Film übertrug und die eigenen Ausdrucksmittel des Films nicht schöpferisch zu verwerten verstand, fanden seine Filme bei Kritik und Publikum jedoch nur kühle Aufnahme.
Im Gegensatz zu vielen anderen Bühnenregisseuren, die den „Kintopp“ für niedere Unterhaltung hielten, ermutigte Max Reinhardt seine Darsteller, für den Film zu arbeiten. Er gründete am 2. Oktober 1905 die Schauspielschule Berlin, der er allerdings wenig Zeit widmete, und am 13. November 1928 das Max Reinhardt Seminar in Wien, das alle zwei Jahre als „Ensemble-Preis“ den „Max-Reinhardt-Preis“ verleiht und von deren Absolventen eine große Zahl beim Film Karriere gemacht hat. Bedeutung erlangt haben auch die Schauspieler, die zum Ensemble des durch Reinhardt 1900 gegründeten Berliner Kabaretts Schall und Rauch gehörten (darunter Trude Hesterberg und Rosa Valetti).

## Ehrungen

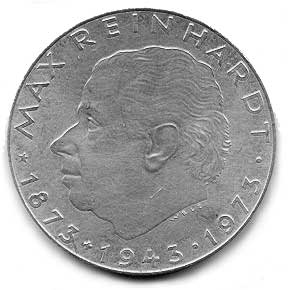
25-S-Gedenkmünze (Silber) der Republik Österreich (1973), Avers

- 1909 – Professoren-Titel, verliehen durch den Herzog von Coburg
- 1912 – Ritter der Ehrenlegion
- 1918 – Vorgeschlagen zur Erhebung in den Adelsstand; aufgrund des Endes der Habsburgermonarchie kam es nicht mehr zu einer Entscheidung[108]
- 1930 – Dr. h. c. in Frankfurt und Kiel
- 1930 Komtur 2. Klasse des dänischen Dannebrogordens
- 1933 – Dr. h. c. in Oxford

Nach Max Reinhardt wurden benannt:
- 1947 die Reinhardtstraße in Berlin-Mitte (Umbenennung der früheren Karlstraße)
- 1949 die Max-Reinhardt-Gasse im Wiener Bezirk Penzing
- 1951 die Max-Reinhardt-Schule für Schauspiel in West-Berlin
- die Max-Reinhardt-Straßen in Bensheim und Gütersloh sowie der Max-Reinhardt-Weg in Osterholz-Scharmbeck
- das Max-Reinhardt-Gymnasium in Berlin-Hellersdorf (wurde 2008 wegen sinkender Schülerzahlen geschlossen)
- 2001 der Asteroid (16705) Reinhardt

Briefmarken
Österreich (1973), die Deutsche Bundespost Berlin (1957), die Deutsche Post der DDR (1973) sowie die Deutsche Bundespost (1993) gaben Gedenkbriefmarken aus.

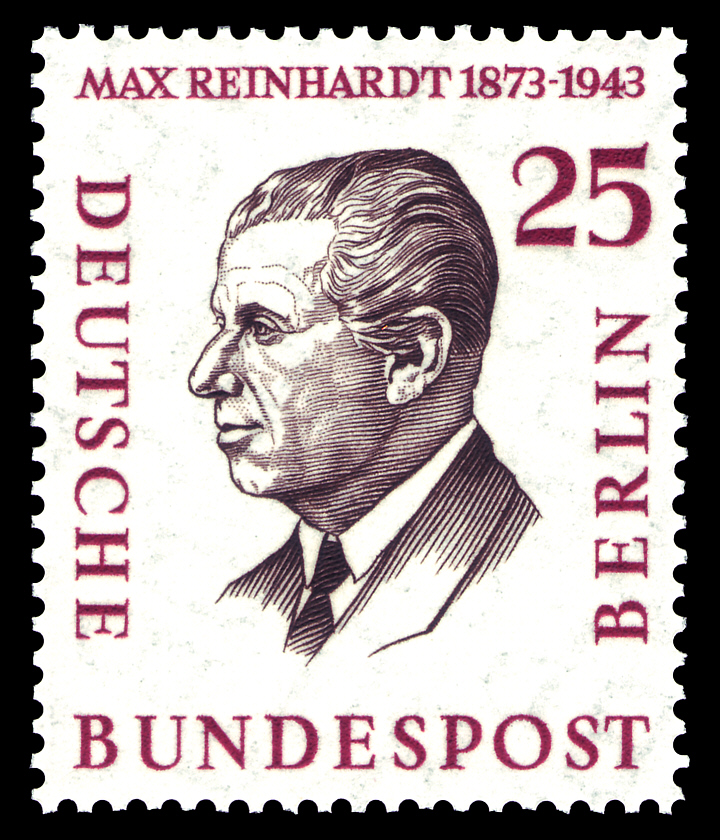
25-Pf-Sonderbriefmarke der Deutschen Bundespost Berlin aus der Serie Männer aus der Geschichte Berlins (1957)

Büsten

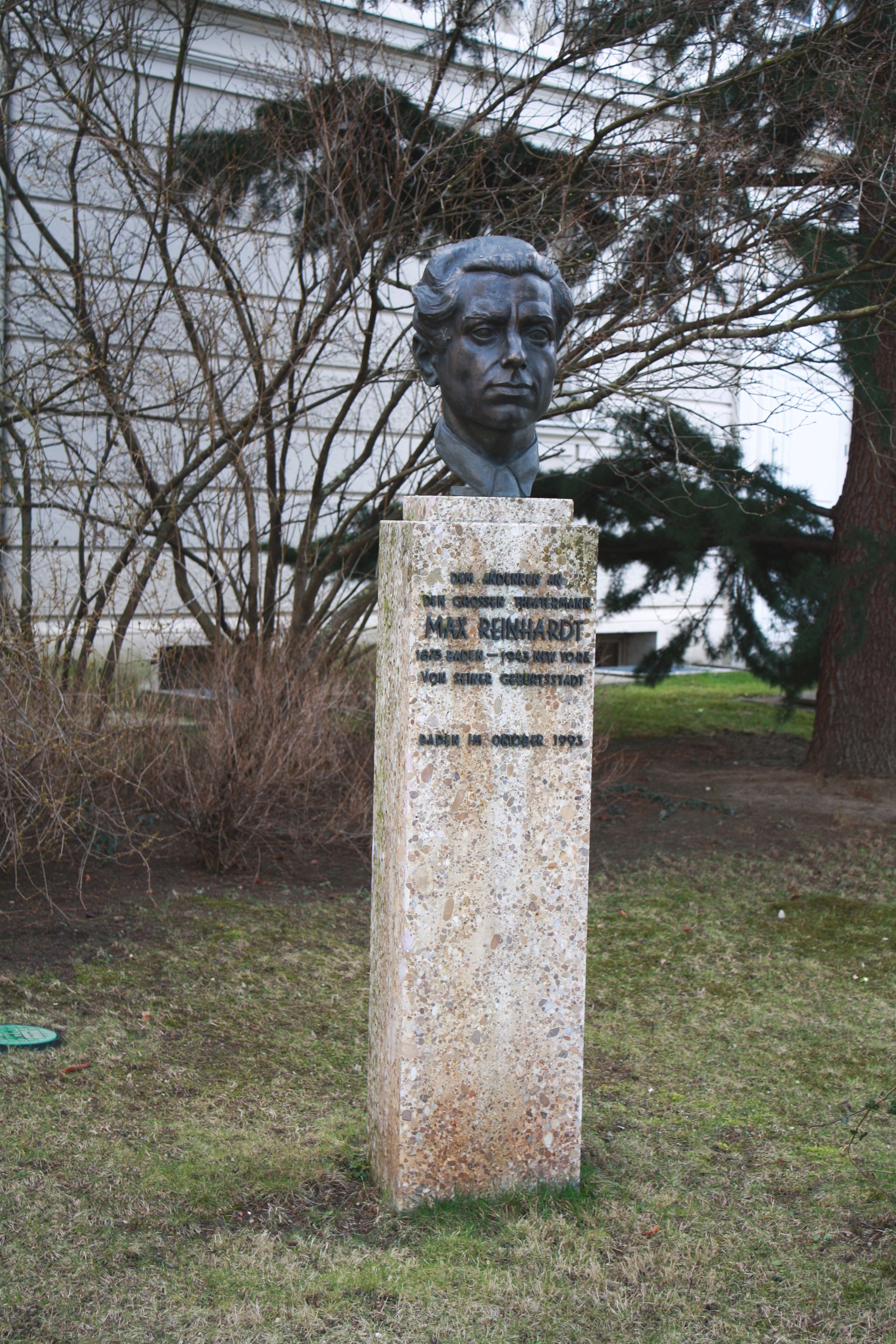
Büste beim Stadttheater in Baden (Niederösterreich)
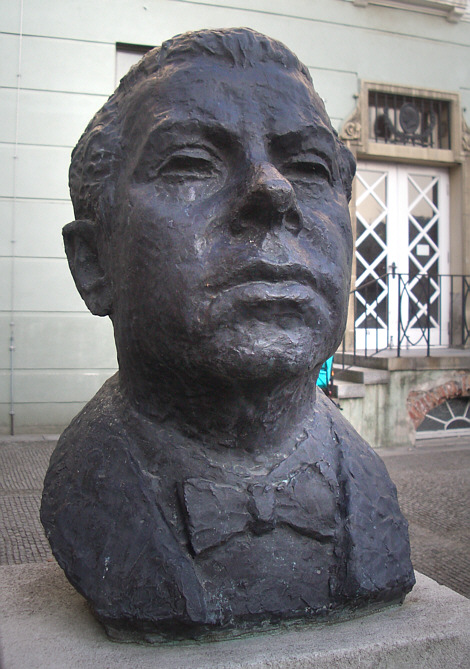
Max-Reinhardt-Denkmal vor dem Deutschen Theater in Berlin
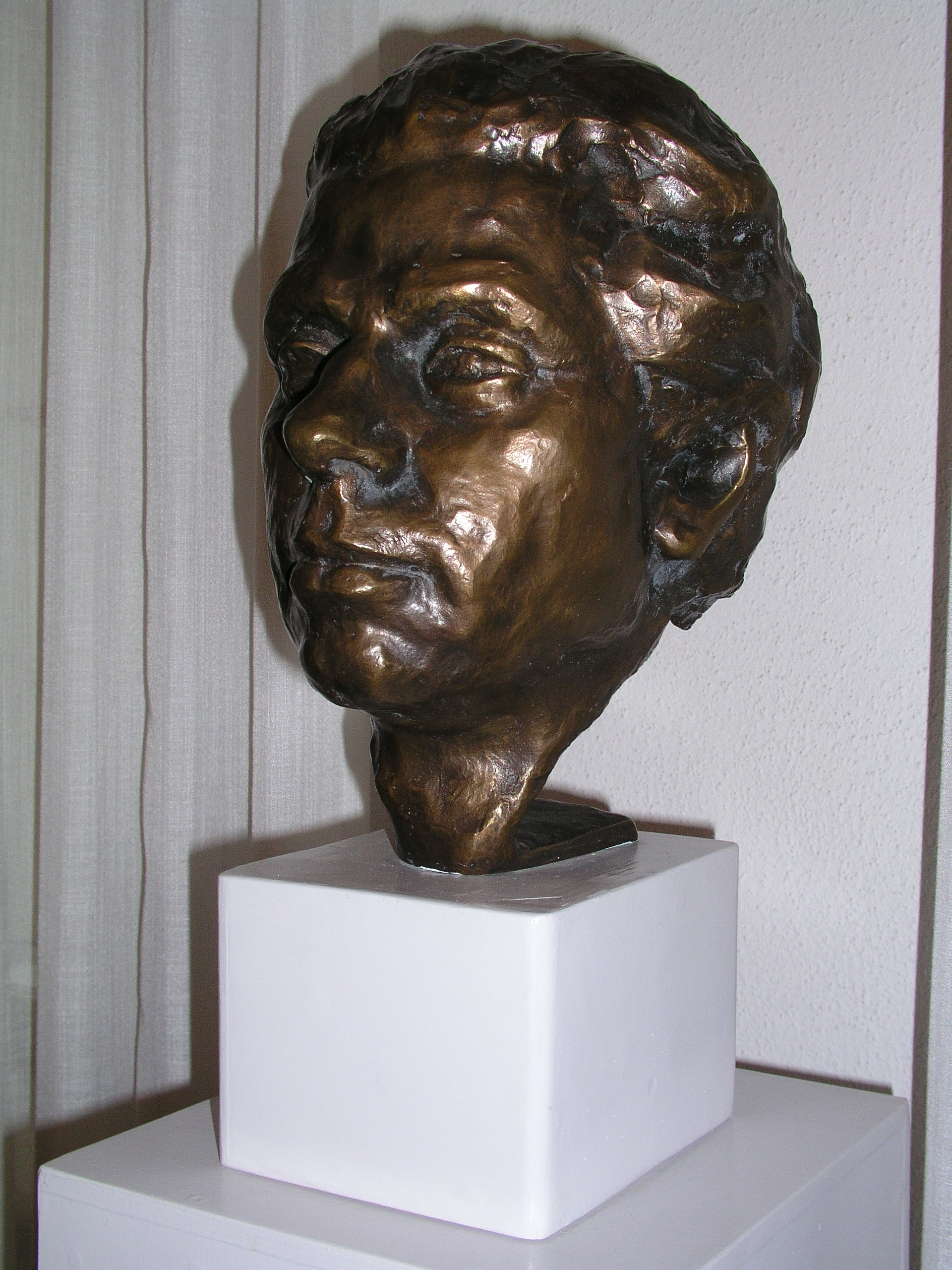
Büste für Max Reinhardt im Ausstellungsraum des Magnus-Hauses

Gedenktafeln

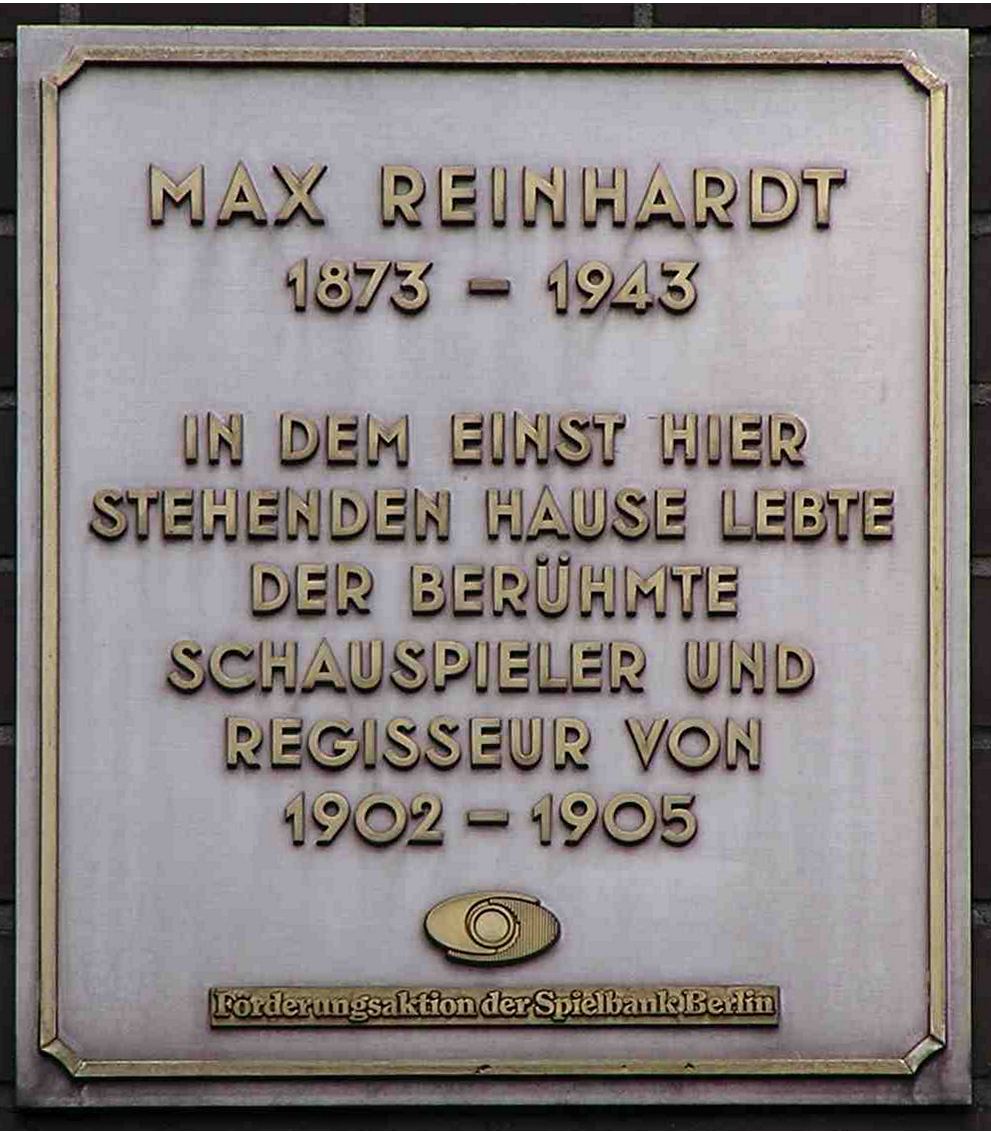
Gedenktafel am Haus Fontanestraße 8 in Berlin-Grunewald
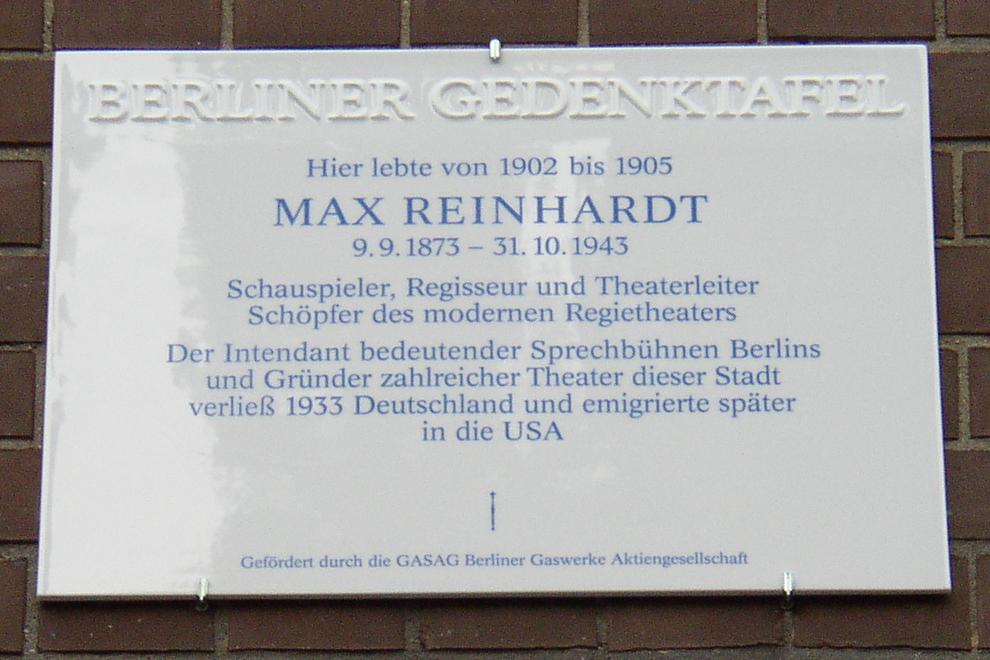
Berliner Gedenktafel am Haus Fontanestraße 8 in Berlin-Grunewald
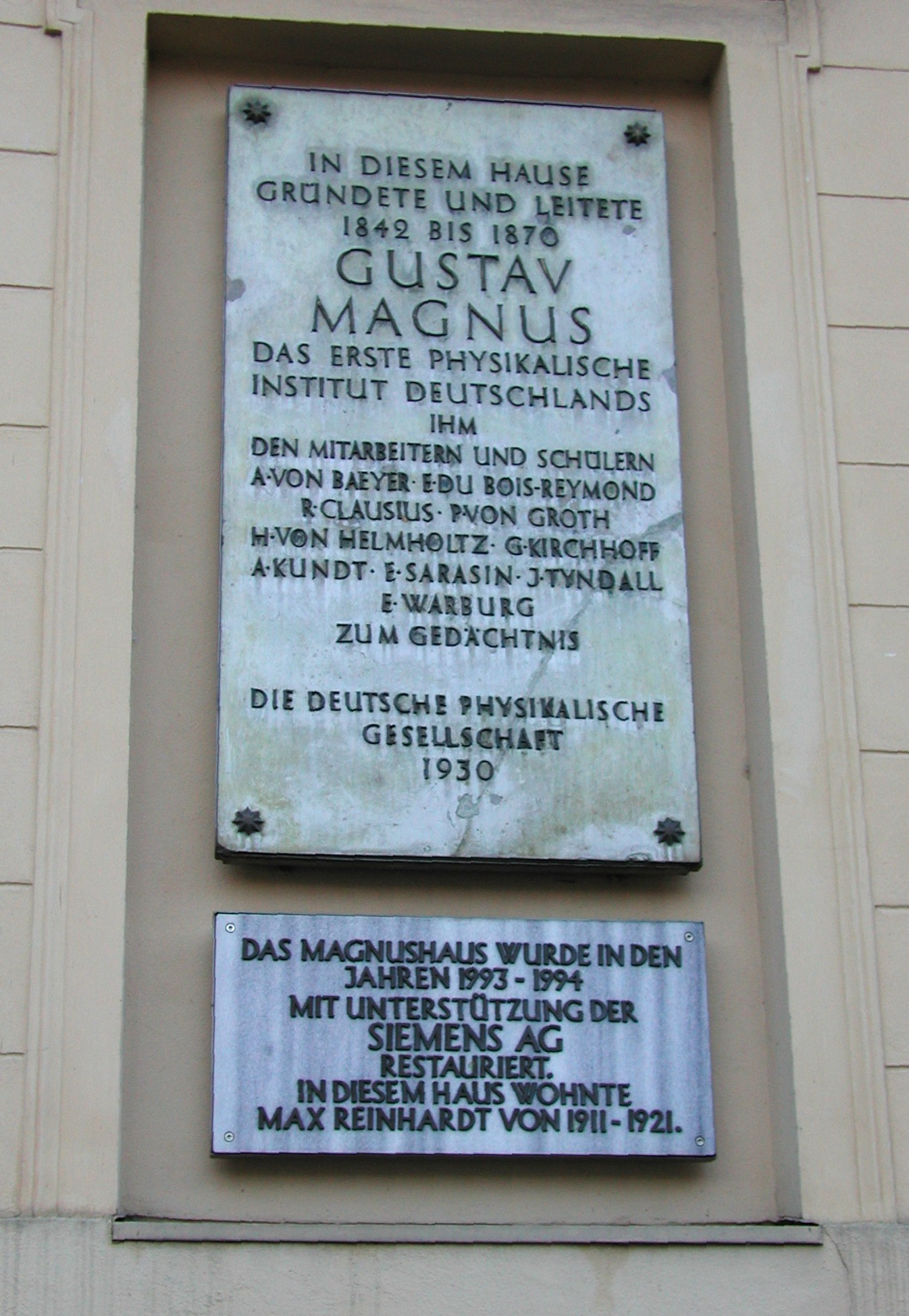
Gedenktafel am Magnushaus in Berlin-Mitte
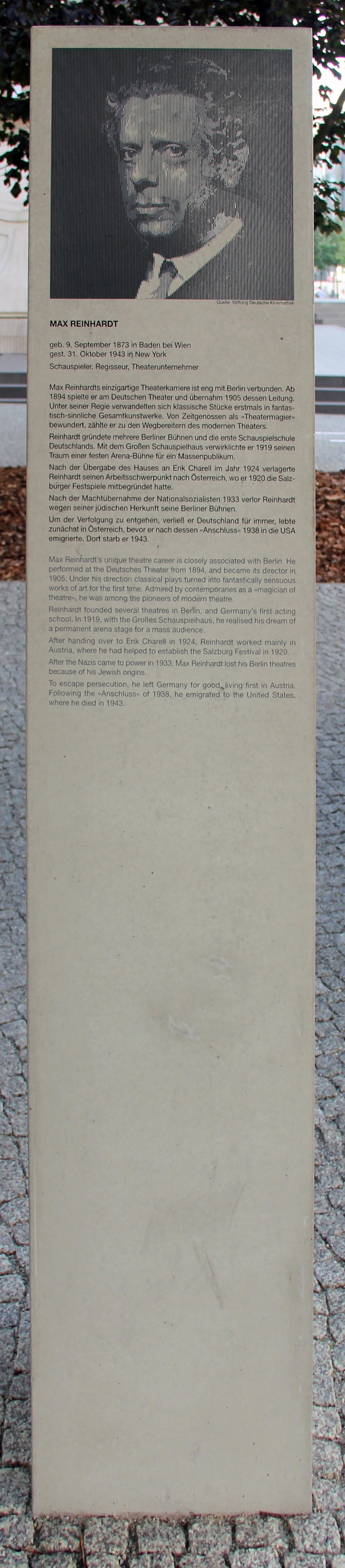
Max Reinhardt, Friedrichstraße 107, Berlin-Mitte
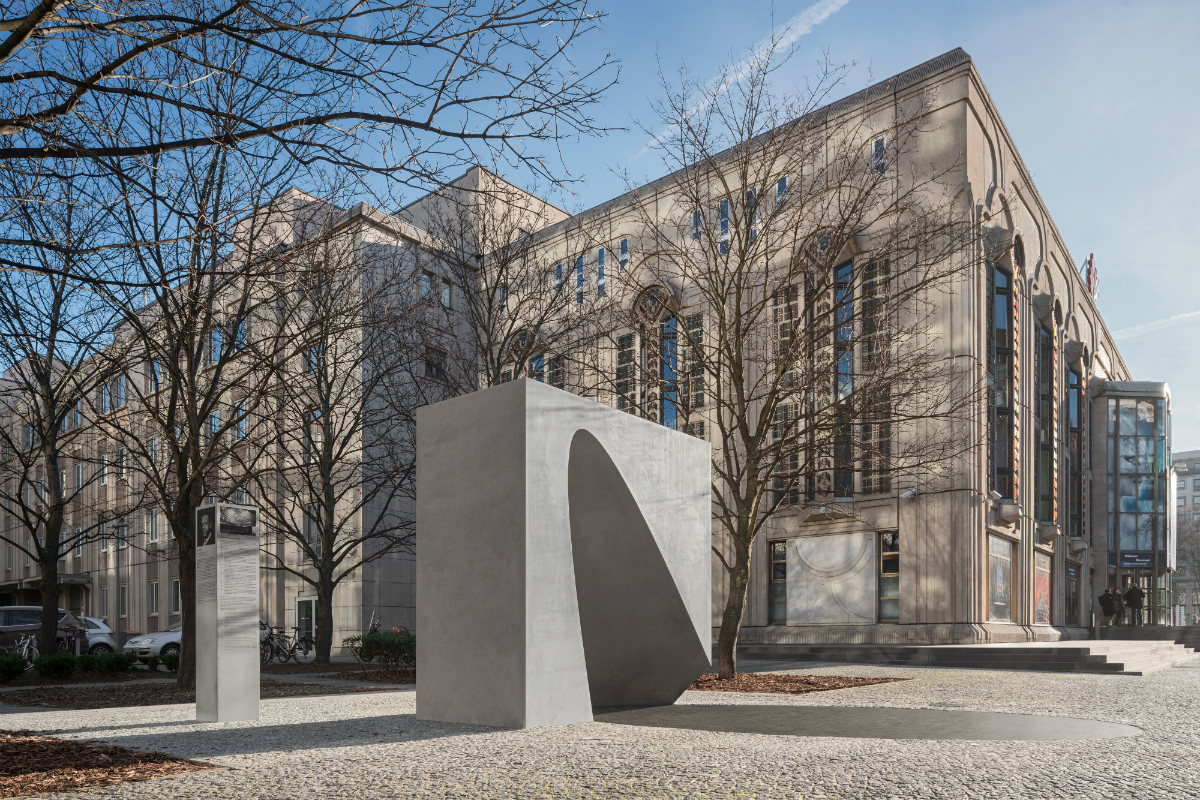
Denkzeichen für die Gründungsväter des Friedrichstadt-Palastes in Berlin-Mitte

Stolpersteine

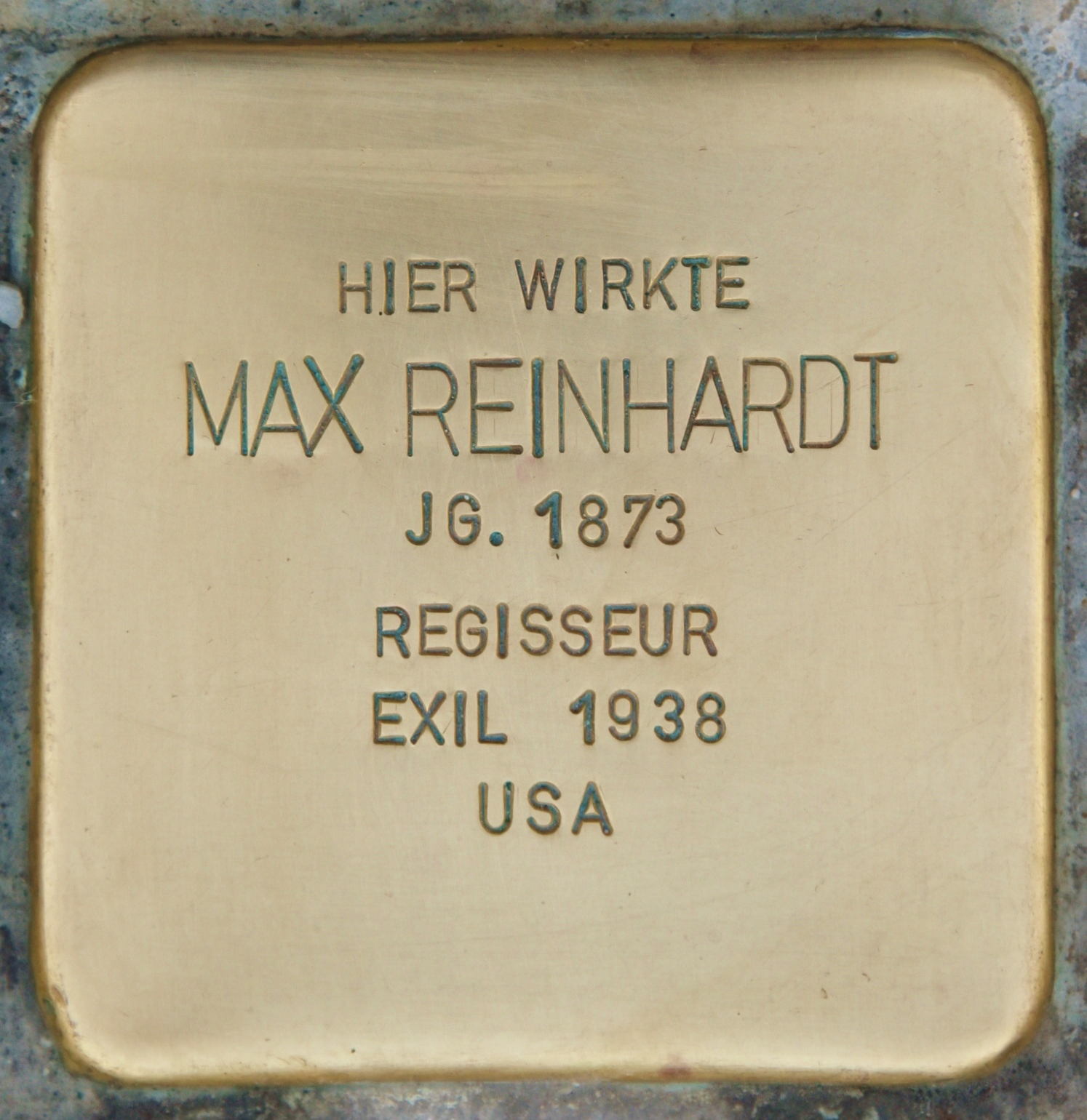
Stolperstein in Salzburg vor dem Haus für Mozart
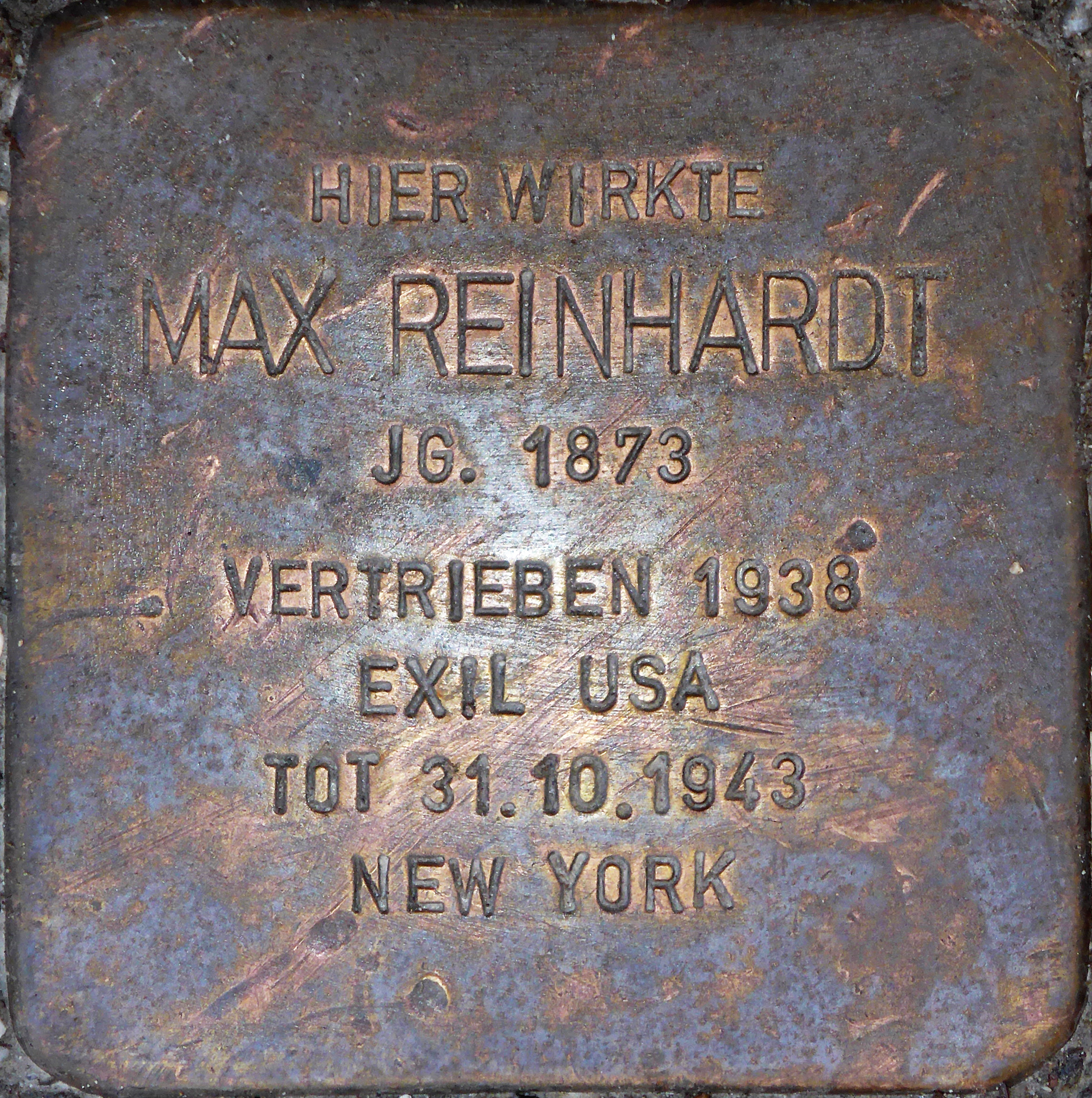
Stolperstein in Salzburg vor Schloss Leopoldskron (Leopoldskronstraße 56–58)

## Schriften
- Ausgewählte Briefe, Reden, Schriften und Szenen aus Regiebüchern. Herausgegeben von Franz Hadamowsky. Hollinek, Wien 1963.
- Ich bin nichts als ein Theatermann. Briefe, Reden, Aufsätze, Interviews, Gespräche. Hrsg. von Hugo Fetting. Henschel, Berlin 1989.
- Leben für das Theater. Schriften und Selbstzeugnisse. Hrsg. von Hugo Fetting. Argon, Berlin 1991.
- Regiebuch zu Hugo von Hofmannsthals "Jedermann". Band I: Faksimile. Hg. vom Salzburger Festspielfonds. Band II: Edition & Kommentare. Hg. von Harald Gschwandtner, Evelyn Annuß, Edda Fuhrich und Norbert Christian Wolf für den Salzburger Festspielfonds. Hollitzer Verlag, Wien 2020, ISBN 978-3-99012-622-6.
- Briefe im Exil : Max Reinhardt – Helene Thimig 1937-1943, Edda Fuhrich (Hg.), Sibylle Zehle (Hg.) ; Mitarbeit: Ulrich Hermanns und Eva Maria Schachenhofer, Salzburg ; Wien : Residenz Verlag, 2023, ISBN 978-3-7017-3572-3

## Trivia
- Romy Schneider trug laut dem berühmten Interview vom 23. April 1981 mit dem Stern  „immer einen Zettel bei sich von Max Reinhardt mit einem Zitat aus seiner Rede an die Schauspieler: ‚Steck’ deine Kindheit in die Tasche und renne davon, denn das ist alles, was du hast.“[110] Dabei handelte es sich allerdings um ein ungenaues Zitat aus Reinhardts Rede an die Schauspieler aus dem Jahr 1928: „Ich glaube an die Unsterblichkeit des Theaters. Es ist der seligste Schlupfwinkel für diejenigen, die ihre Kindheit heimlich in die Tasche gesteckt und sich damit auf und davon gemacht haben, um bis an ihr Lebensende weiter zu spielen.“[111]
- Das Land Salzburg vergab die Max-Reinhardt-Medaille unter anderem an Winnie Jakob, Fritz Klingenbeck, Josef Laßl, Aldfried Richter[112] und Rudolf Szyszkowitz.